# Liste der Kulturdenkmale in Sömmerda
In der Liste der Kulturdenkmale in Sömmerda sind alle Kulturdenkmale der thüringischen Kreisstadt Sömmerda und ihrer Ortsteile aufgelistet (Stand: 2006).

## Legende
- Bild: zeigt ein Bild des Kulturdenkmals und gegebenenfalls einen Link zu weiteren Fotos des Kulturdenkmals im Medienarchiv Wikimedia Commons
- Bezeichnung: Name, Bezeichnung oder die Art des Kulturdenkmals
- Lage: Wenn vorhanden Straßenname und Hausnummer des Kulturdenkmals; Grundsortierung der Liste erfolgt nach dieser Adresse. Der Link Karte führt zu verschiedenen Kartendarstellungen und nennt die Koordinaten des Kulturdenkmals.
 Kartenansicht, um Koordinaten zu setzen – in dieser Kartenansicht sind Kulturdenkmale ohne Koordinaten mit einem roten bzw. orangen Marker dargestellt und können in der Karte gesetzt werden. Kulturdenkmale ohne Bild sind mit einem blauen bzw. roten Marker gekennzeichnet, Kulturdenkmale mit Bild mit einem grünen bzw. orangen Marker.
- Datierung: gibt das Jahr der Fertigstellung beziehungsweise das Datum der Erstnennung oder den Zeitraum der Errichtung an
- Beschreibung: bauliche und geschichtliche Einzelheiten des Kulturdenkmals, vorzugsweise die Denkmaleigenschaften
- ID: Die ID identifiziert das Kulturdenkmal eindeutig. In Thüringen sind aktuell keine IDs veröffentlicht. In der ID-Spalte kann sich auch folgendes Icon  befinden, dies führt zu Angaben zu diesem Kulturdenkmal bei Wikidata.

## Sömmerda
Ortsartikel: Sömmerda

### Denkmalensembles

#### Marktplatz
Das Ensemble umfasst folgende Adressen: Marktplatz 1–11, 17–23.

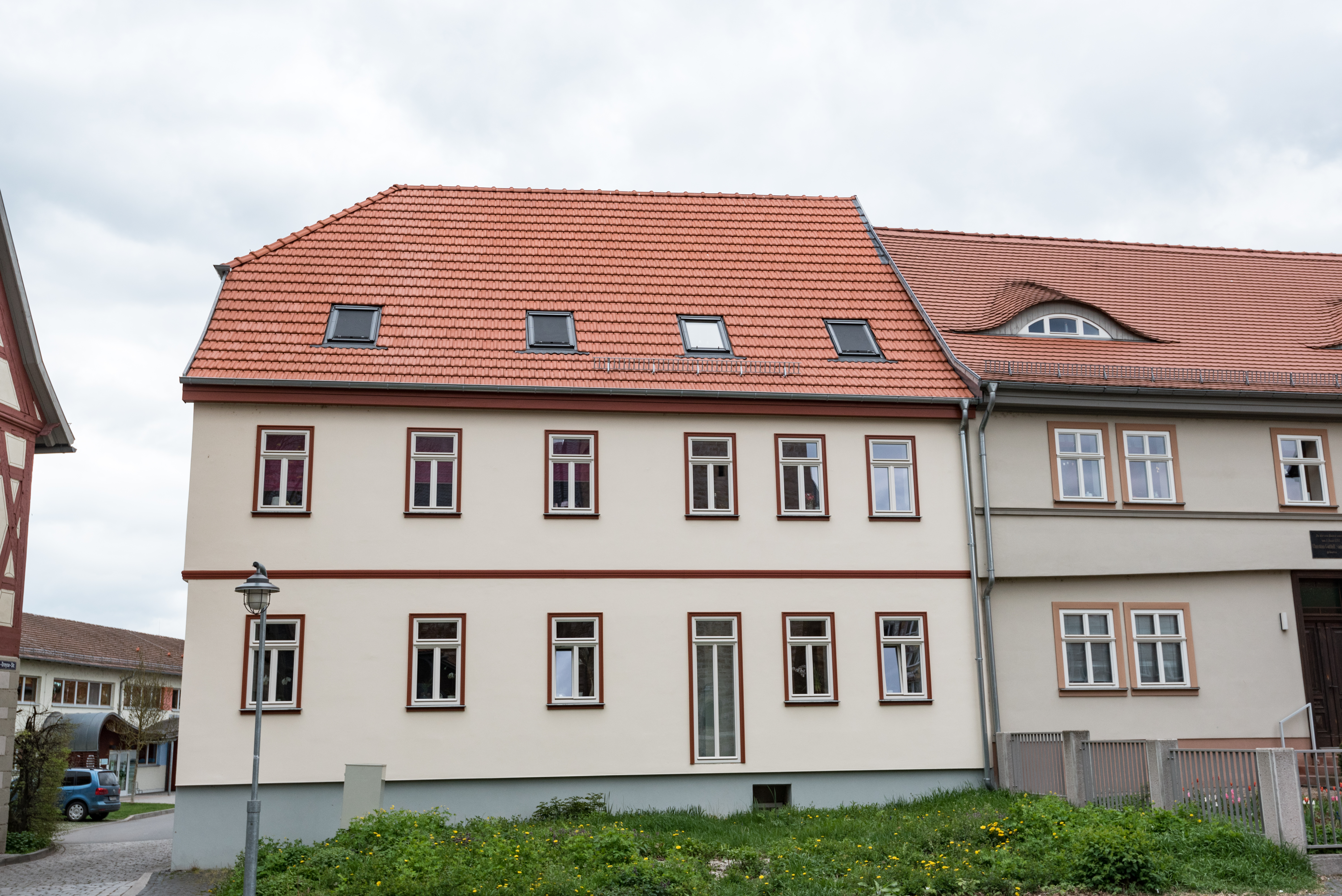
Marktplatz 6
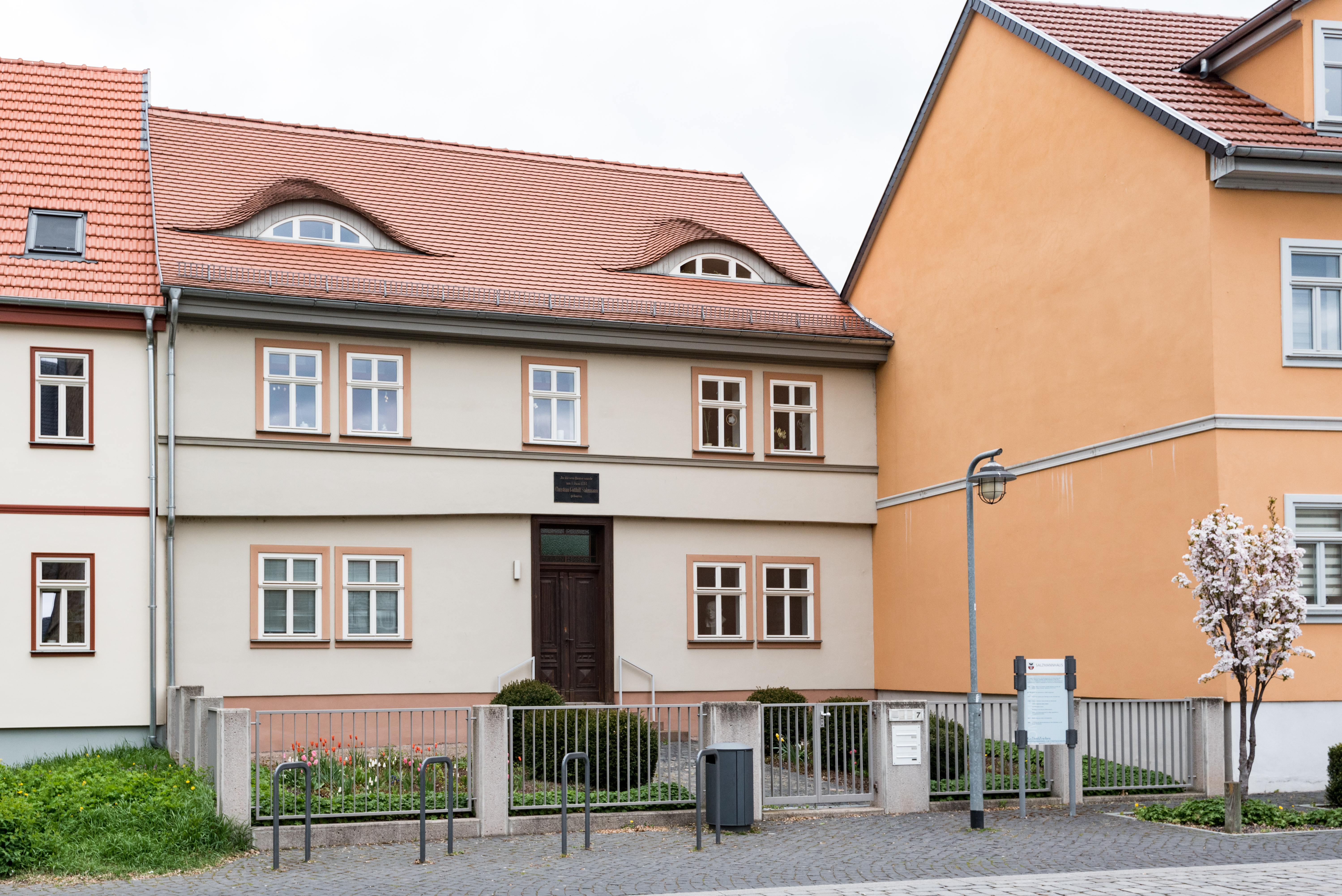
Marktplatz 7
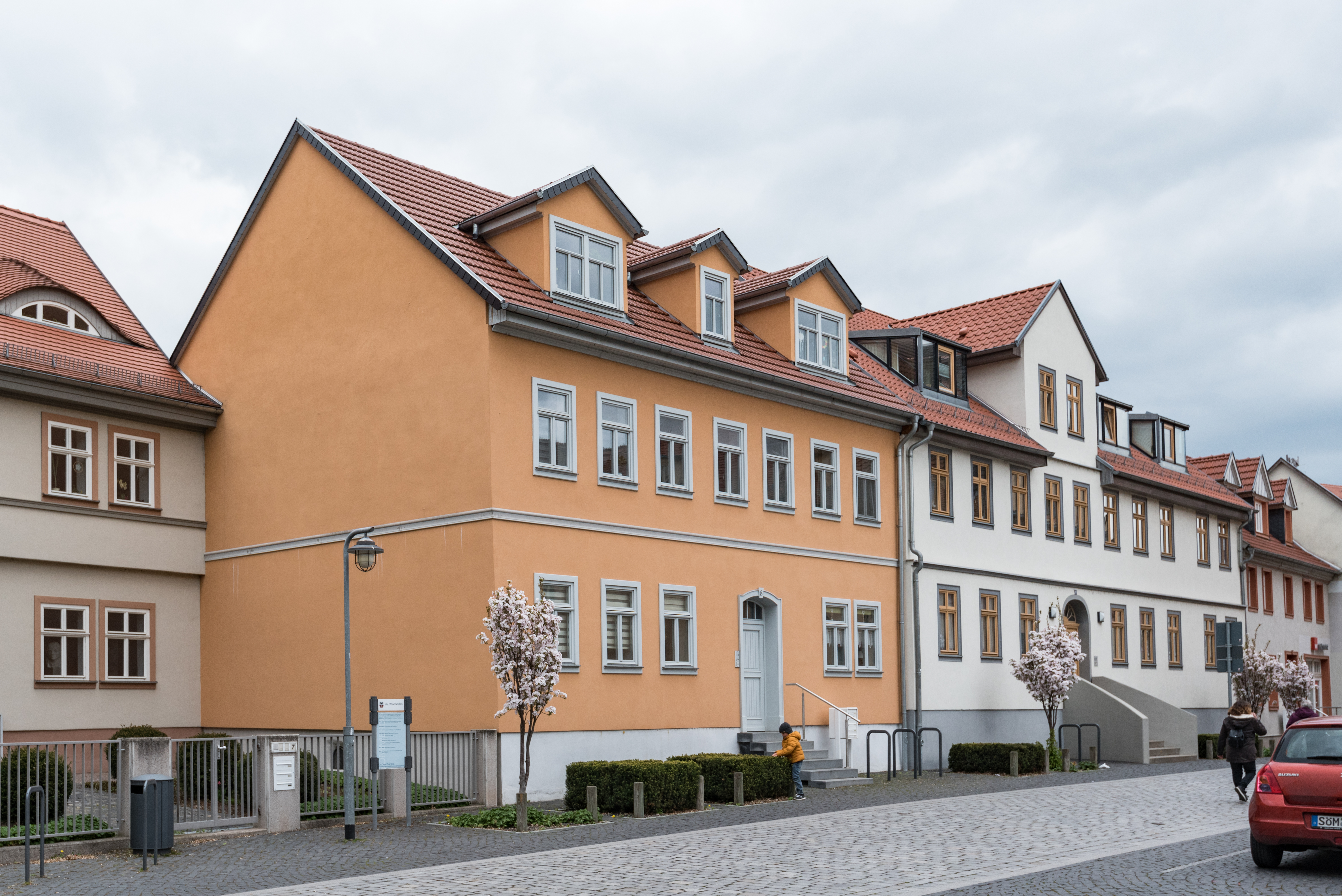
Marktplatz 8
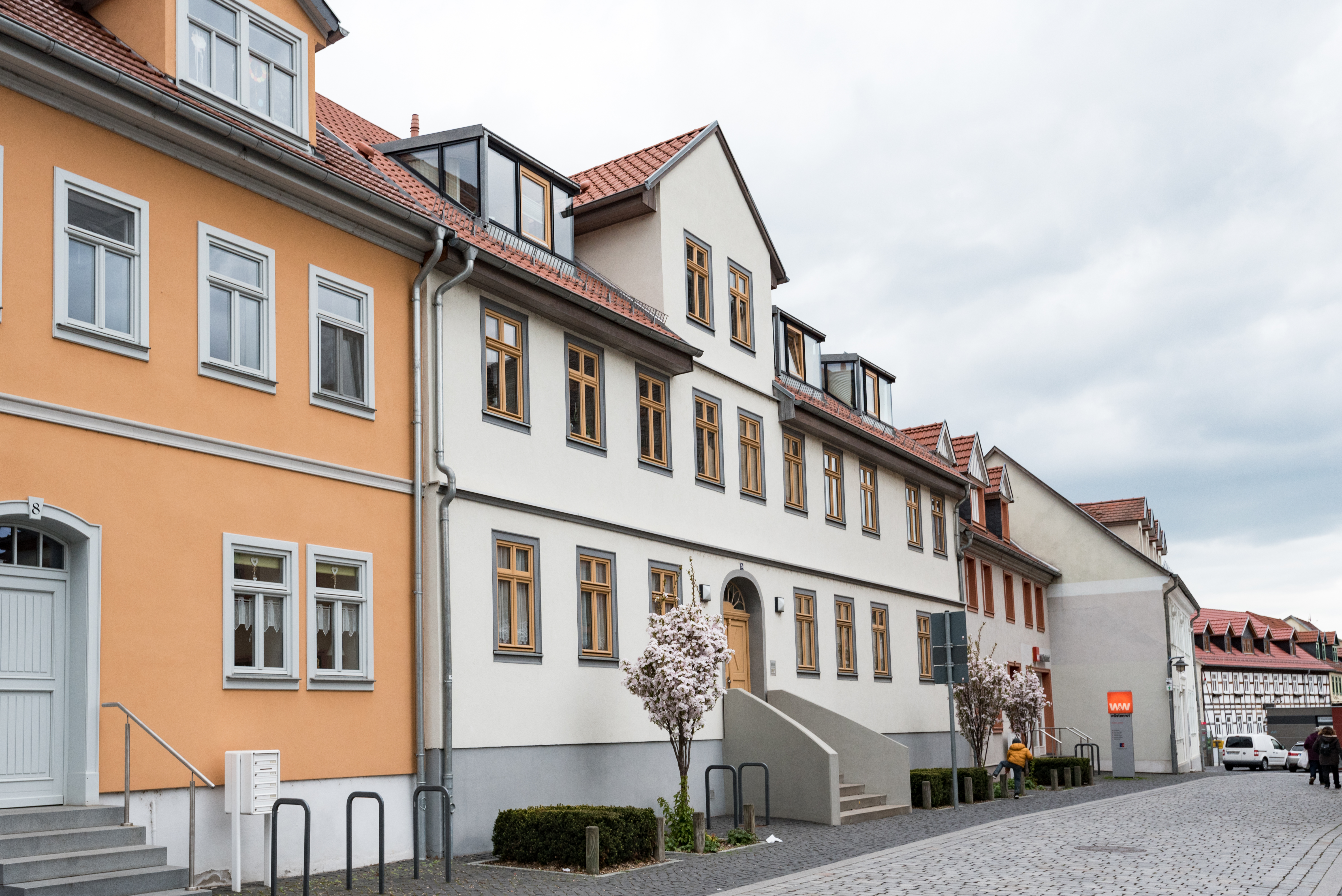
Marktplatz 9
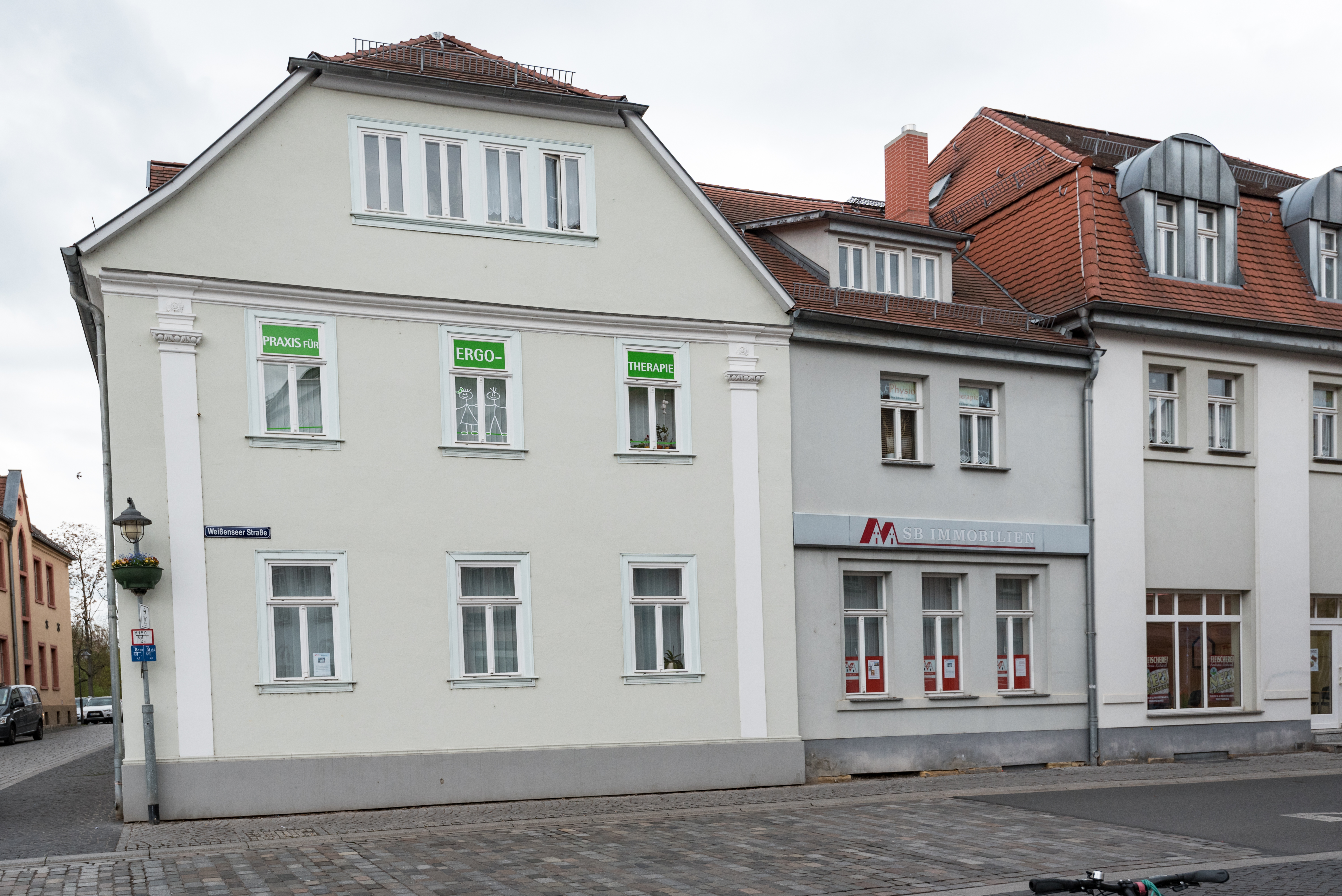
Marktplatz 11
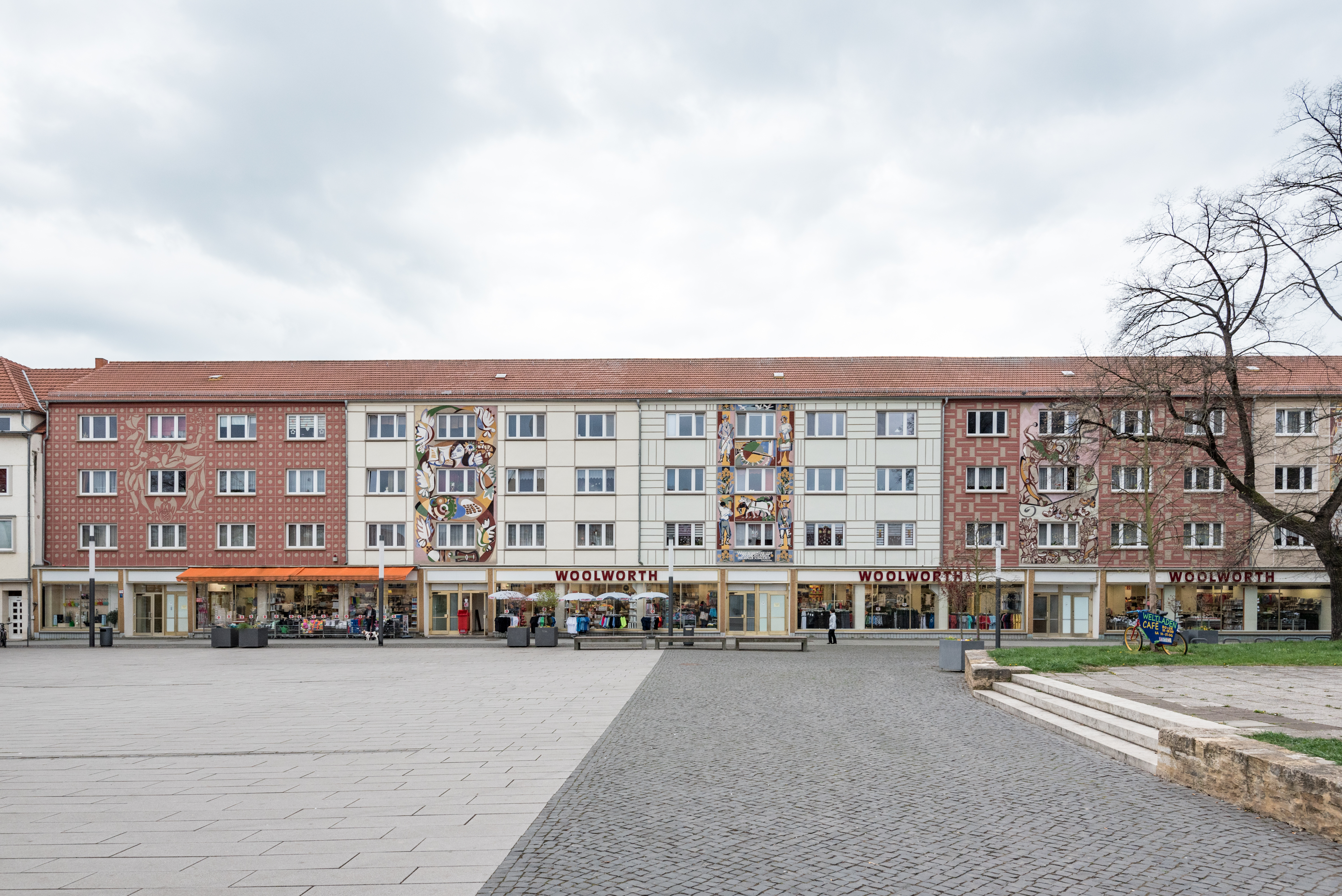
Marktplatz 18, 19, 20, 21
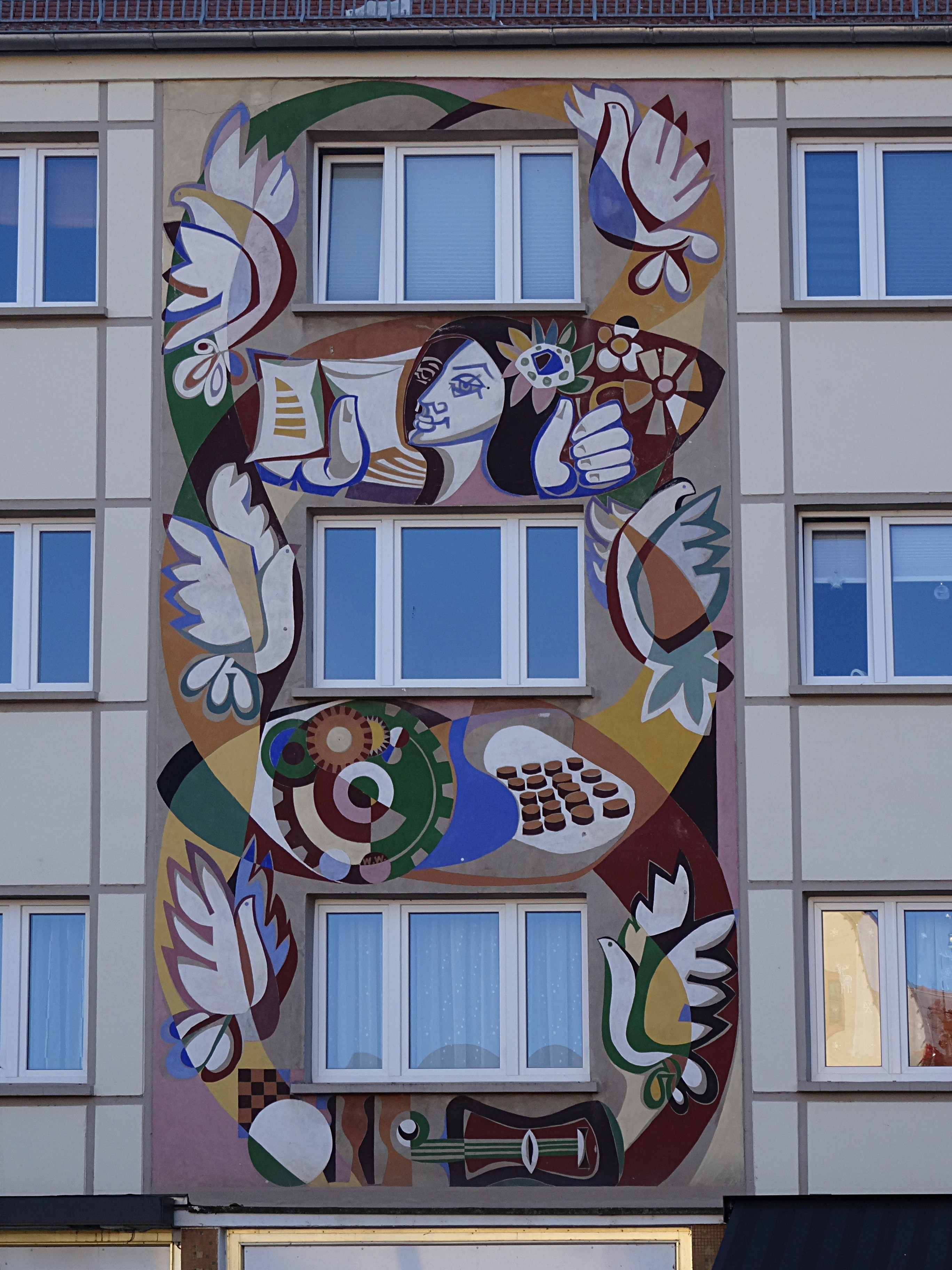
Marktplatz 19
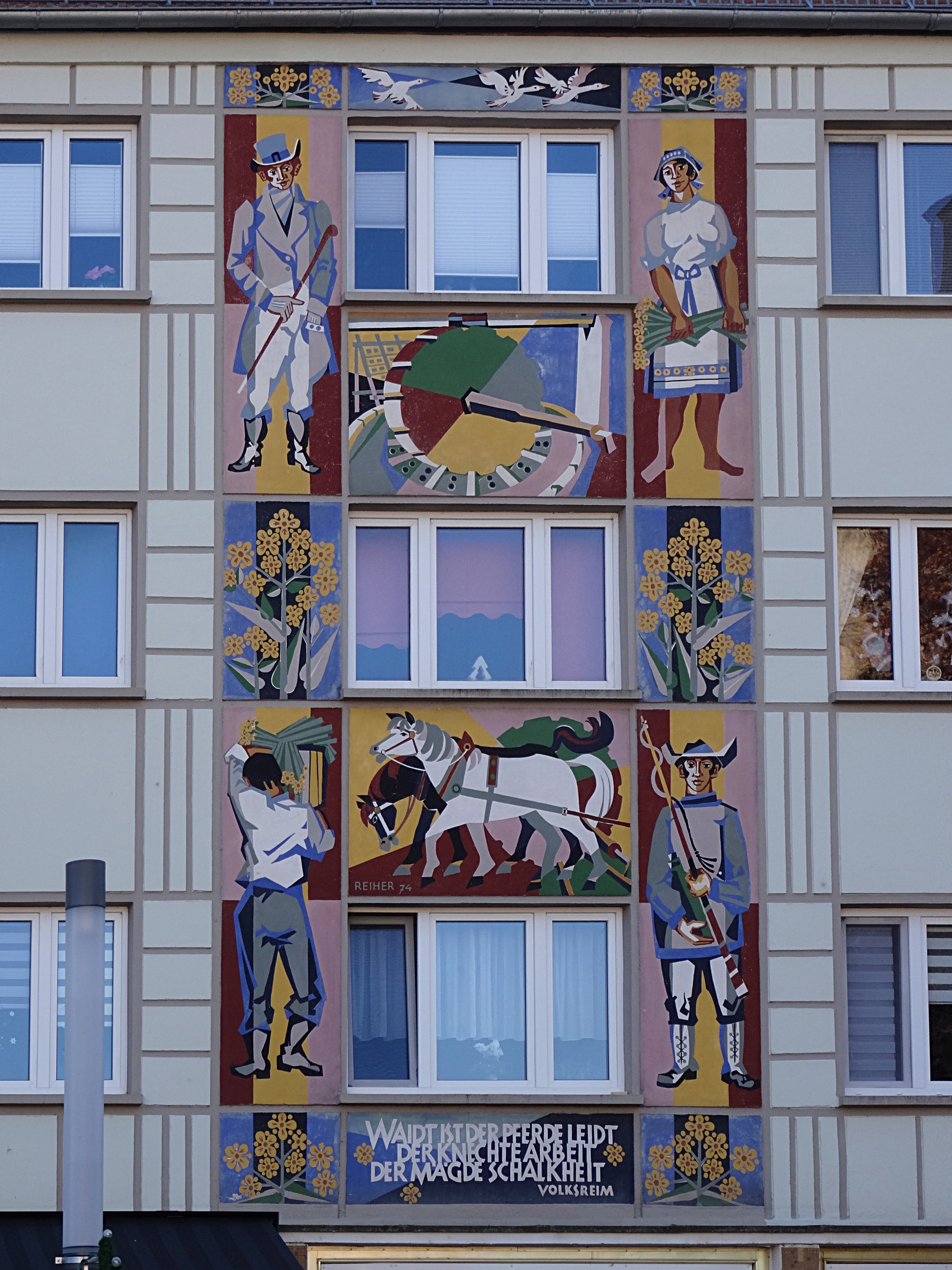
Marktplatz 20
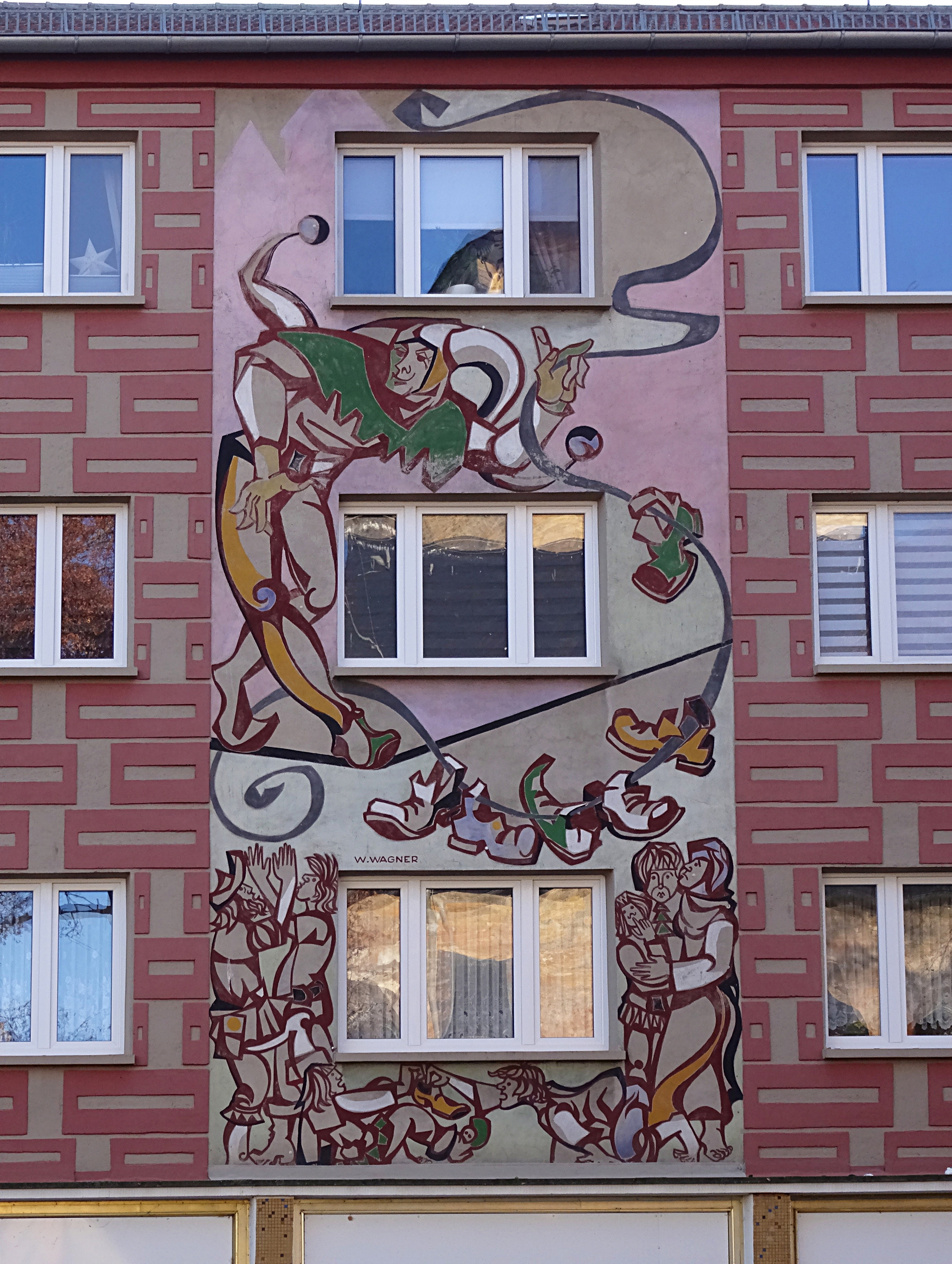
Marktplatz 21
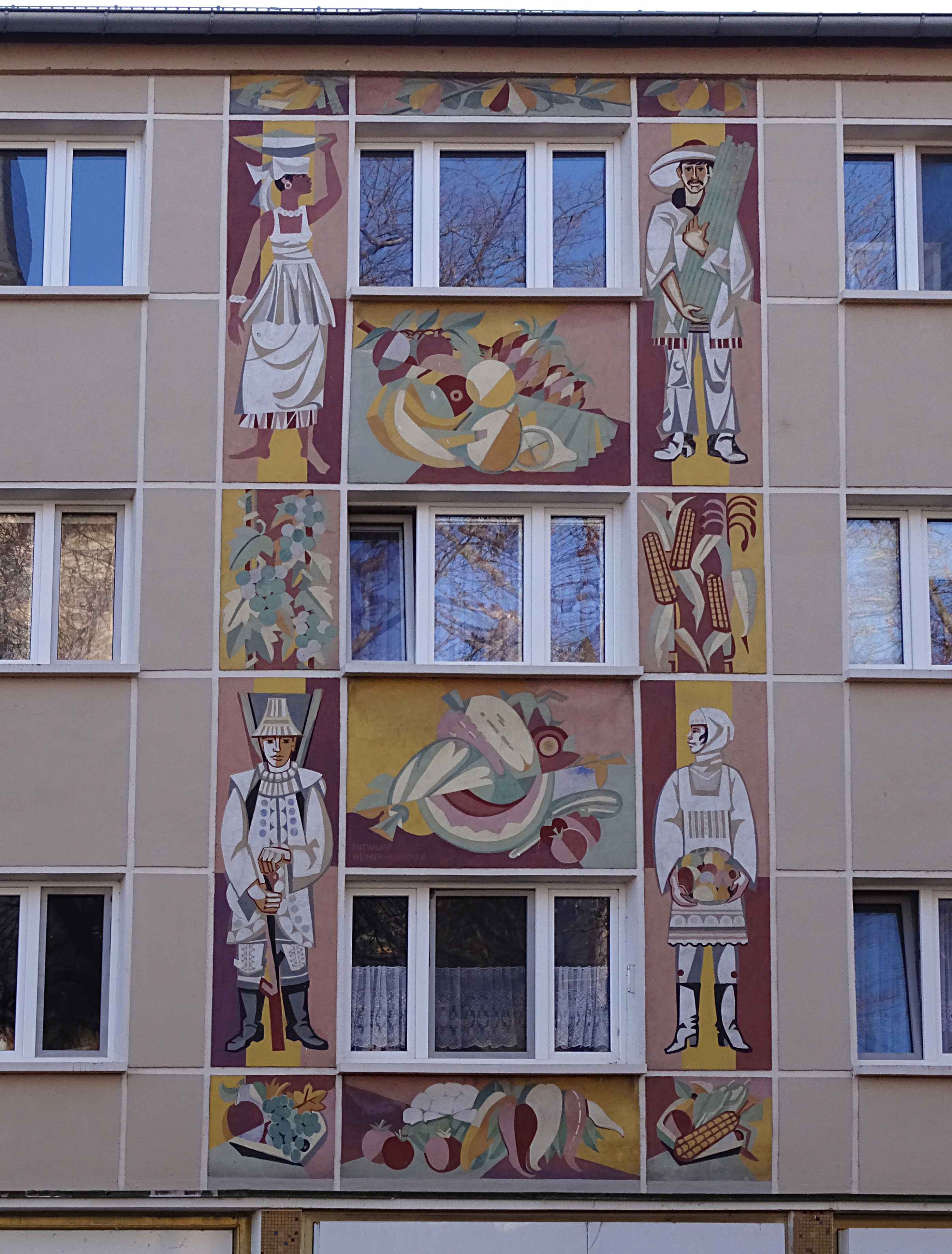
Marktplatz 22
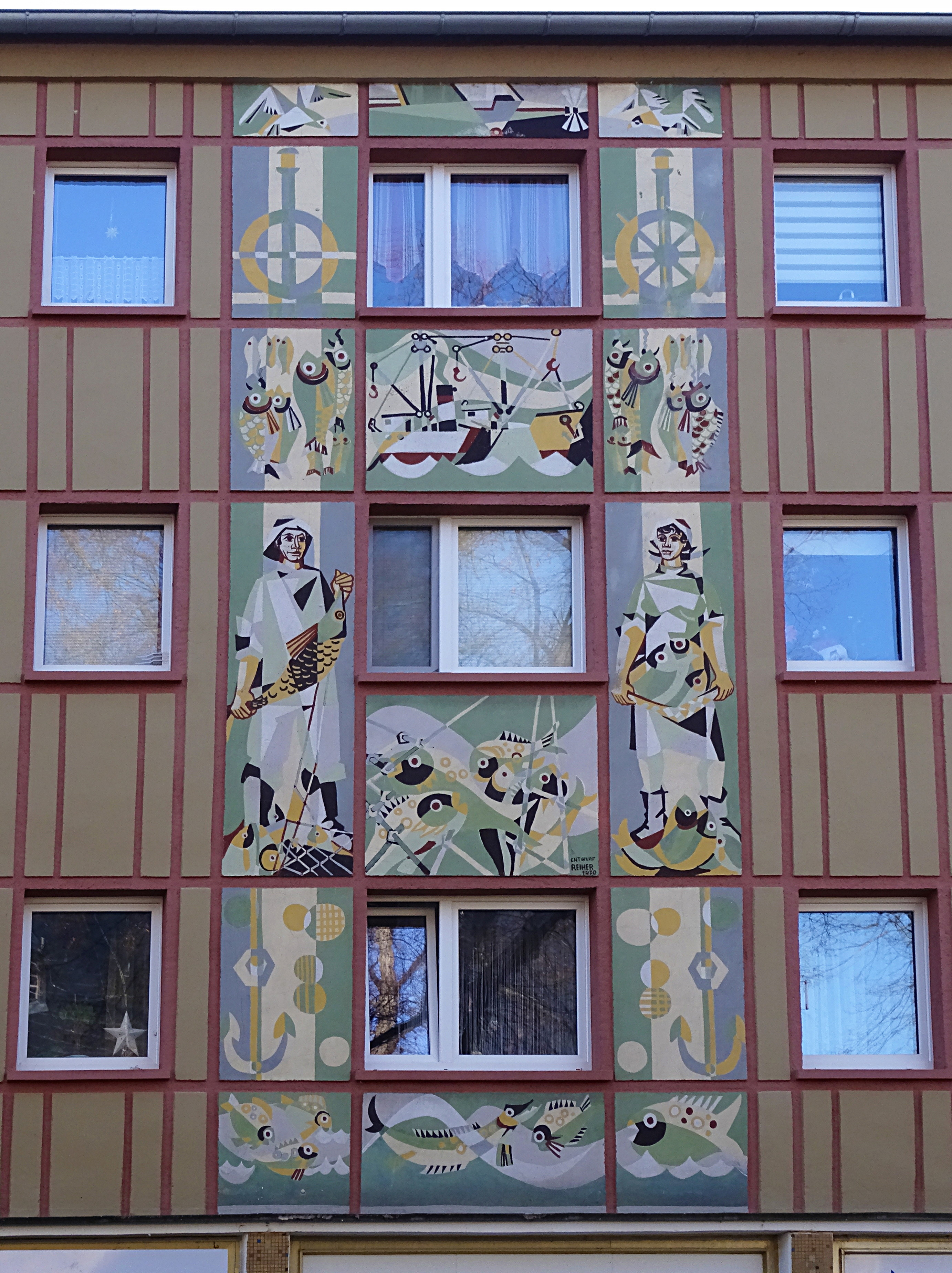
Marktplatz 23

#### Goethestraße
Das Ensemble umfasst folgende Adressen: Goethestraße 1/2, 5/6, Schillerstraße 1/2,10/11.

#### Petriviertel
Das Ensemble umfasst folgende Adressen: Petriplatz 1 – 11, Pfarrstraße 4 – 11, Riedtorstraße 1 und 2, Wachtelstraße 14 – 17 und Brunnenhäuschen.

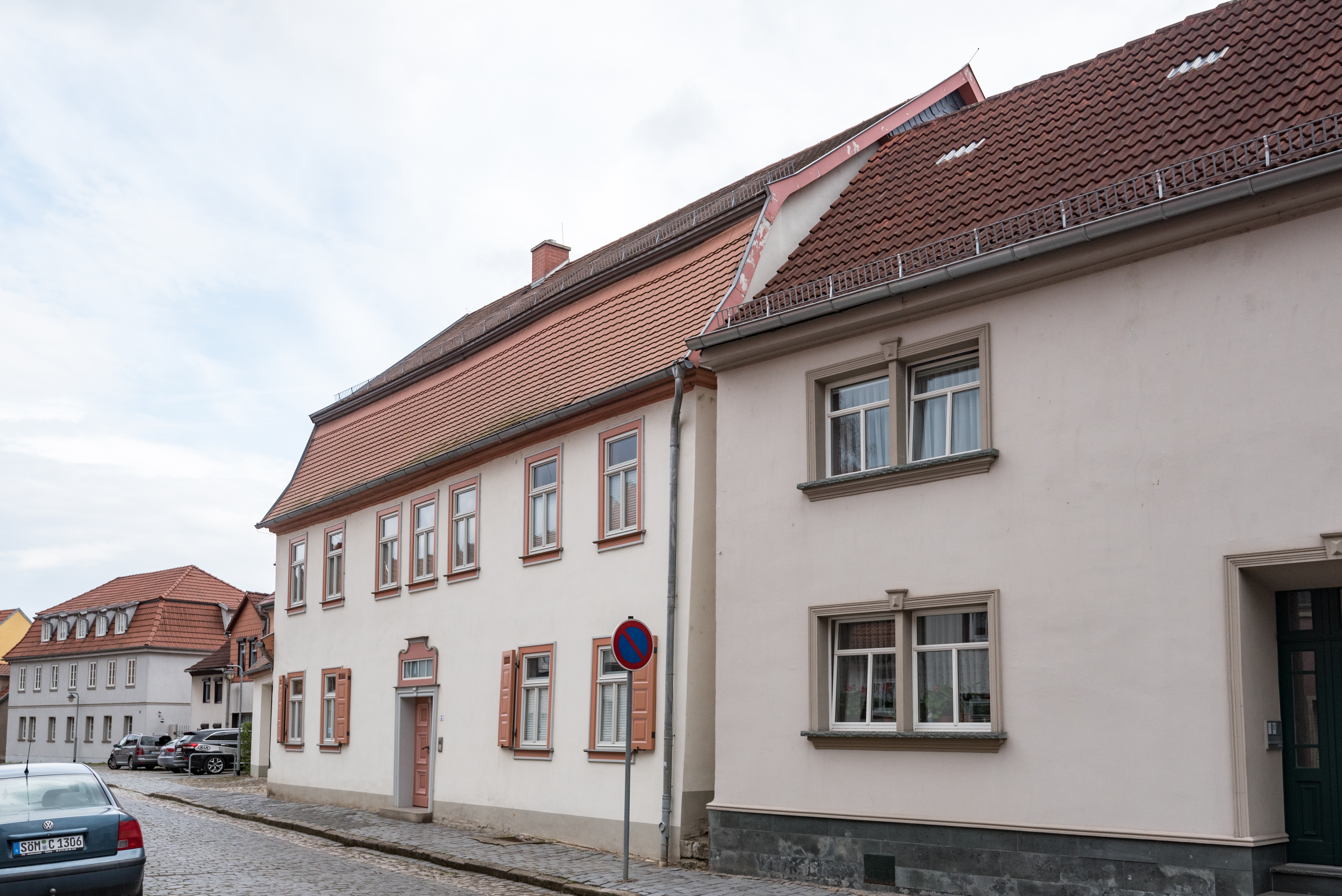
Pfarrstraße 7

### Einzeldenkmale

#### Kirchen
| Bild                                    | Bezeichnung                         | Lage                   | Datierung | Beschreibung | ID |
| --------------------------------------- | ----------------------------------- | ---------------------- | --------- | ------------ | -- |
| weitere Bilder Fotos hochladen          | Stadtkirche St. Bonifatius          | Marktplatz 1/2 (Karte) |           |              |    |
| Direkt Bild zu diesem Denkmal hochladen | St. Petri und Pauli mit Ausstattung | Petriplatz 1/2         |           |              |    |
| Direkt Bild zu diesem Denkmal hochladen | Katholische Kirche St. Franziskus   | Weißenseer Straße 44   |           |              |    |

#### Stadtbefestigung
Von der Stadtbefestigung sind noch längere Mauerabschnitte, Mauertürme und ein Tor erhalten:
- Mauerabschnitt östlich von Parkweg 1 (Lage)
- Rundturm mit Kegeldach gegenüber Parkweg 2 (Lage)
- Rundturm mit Kegeldach gegenüber Parkweg 2  (Lage)
- Rundturm mit Kegeldach gegenüber Karl-Marx-Straße 1 (Lage)
- Rundturm mit Kegeldach gegenüber Stadtring 14 (Lage)
- Stadttor, sogenanntes Erfurter Tor (Lage)
- Rundturm mit Kegeldach gegenüber Stadtring 20 (Lage)
- Rundturm mit Kegeldach gegenüber Stadtring 29 (Lage)

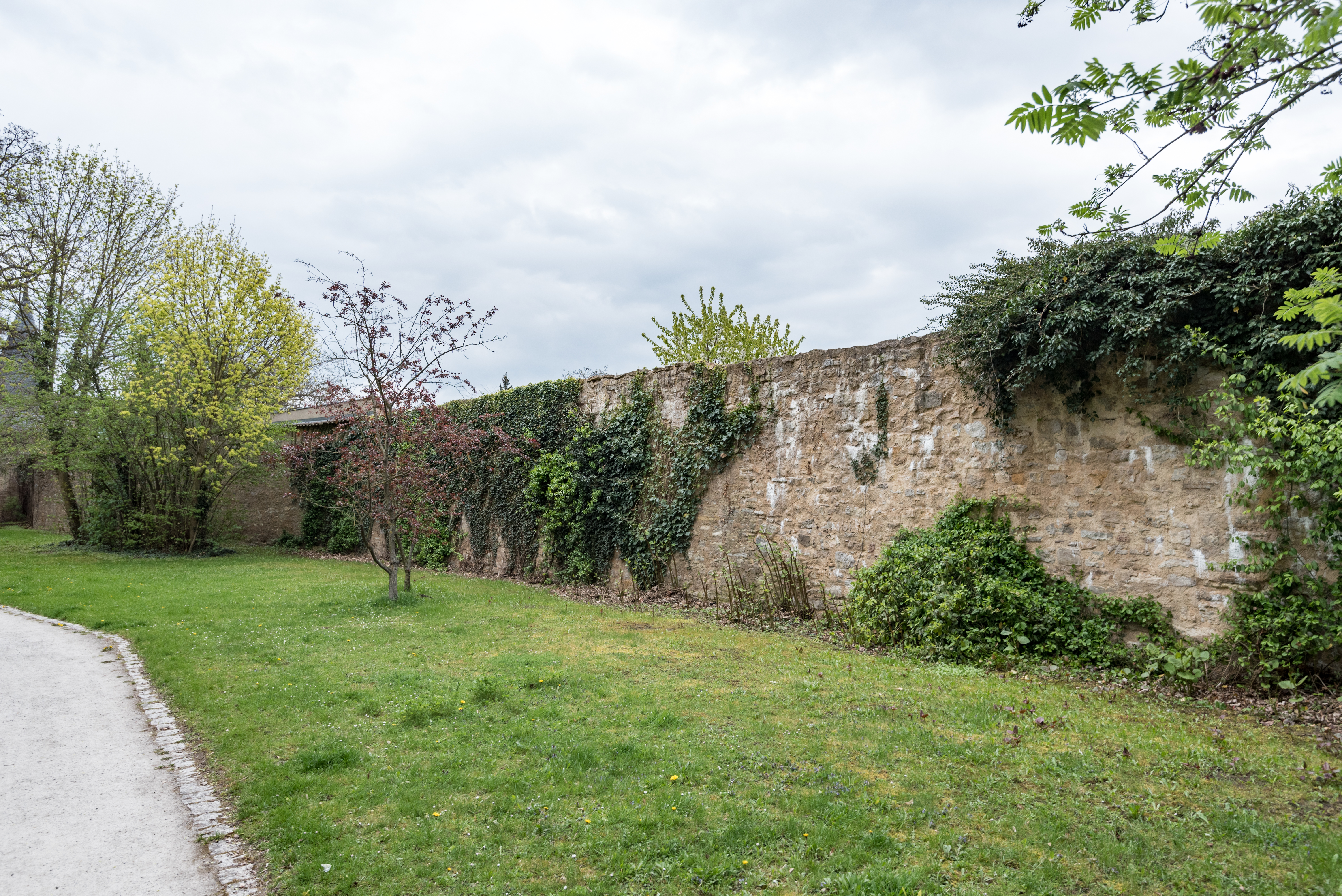
Stadtmauer am Parkweg, Stadtseite
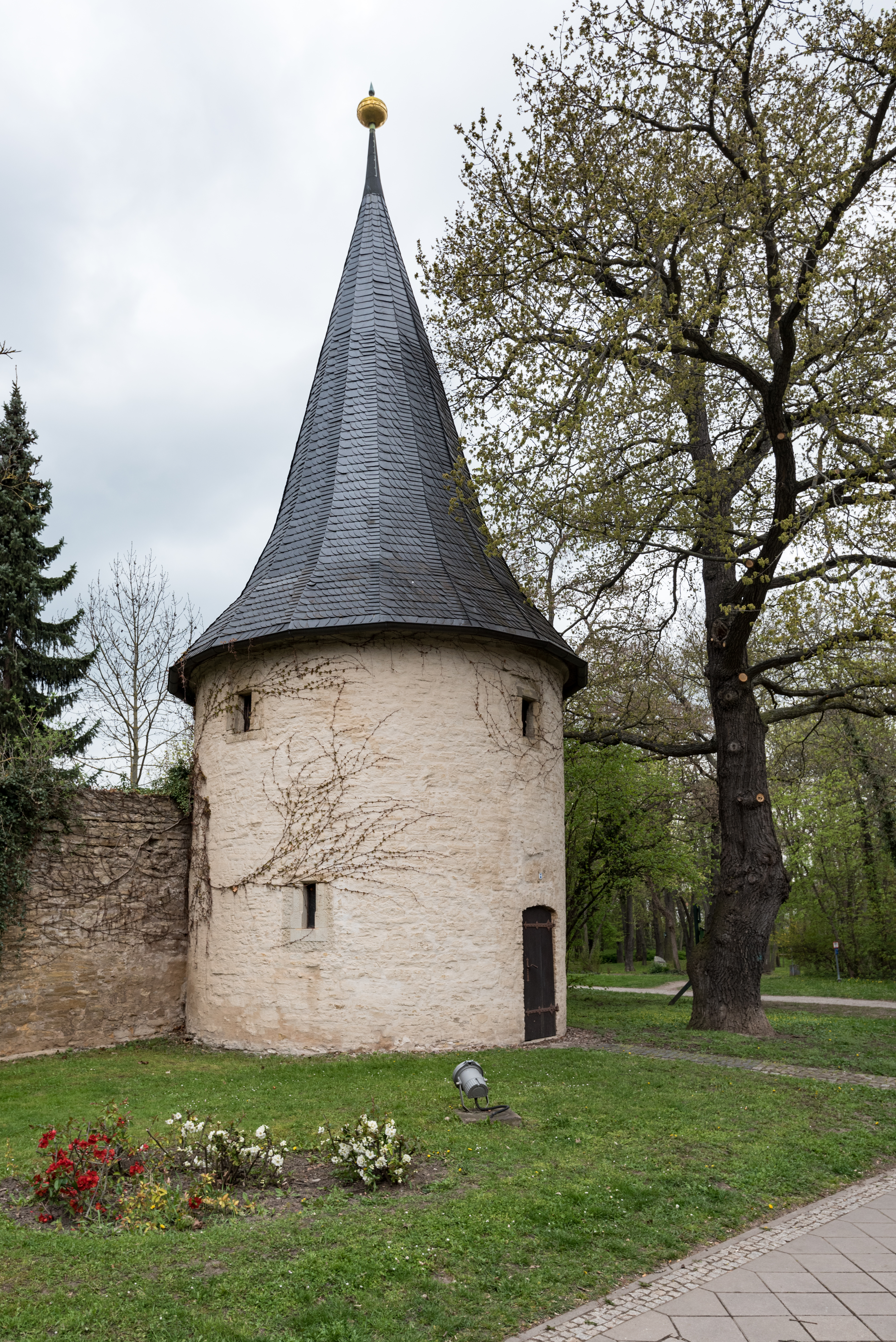
Rundturm gegenüber Parkweg 2
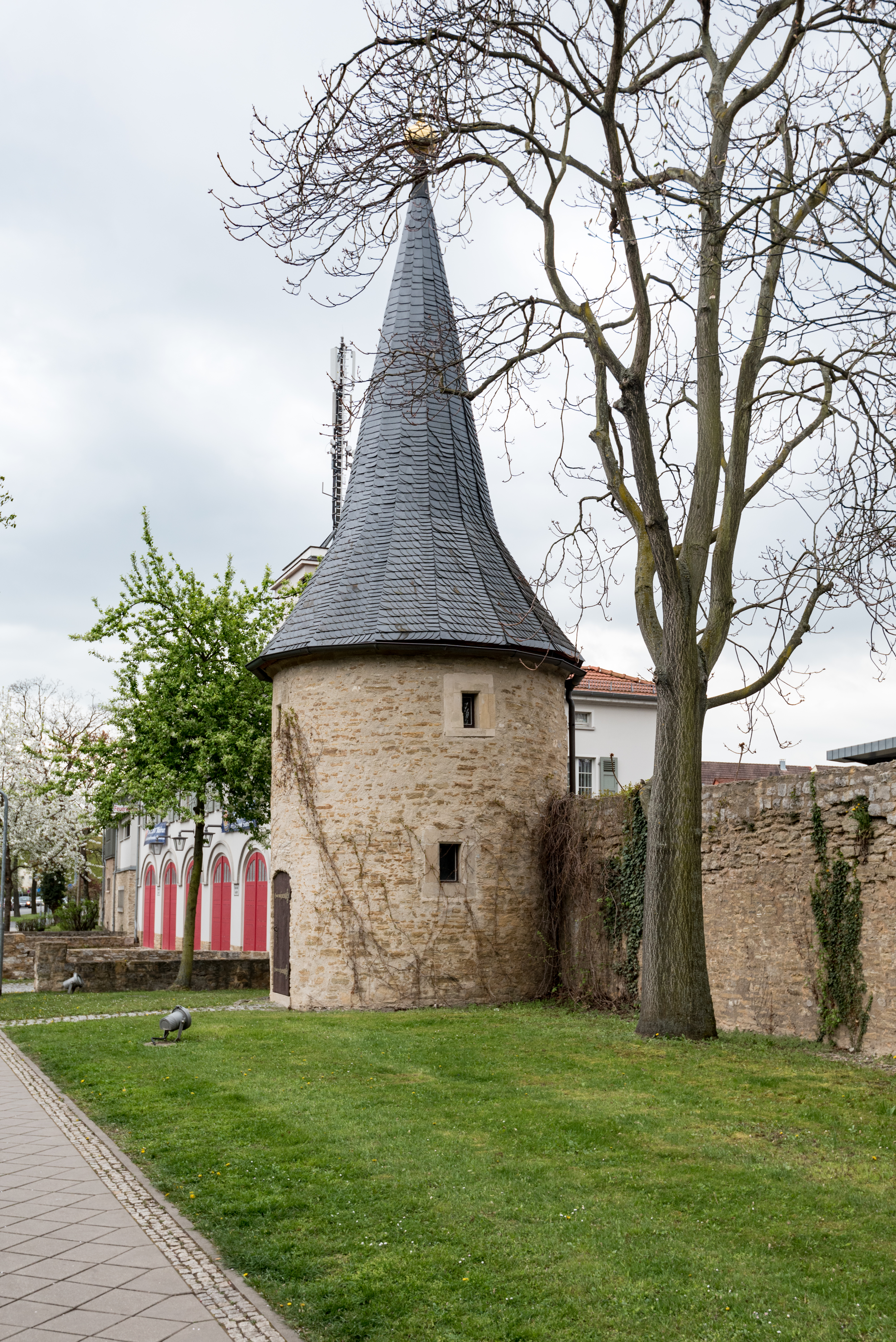
Rundturm gegenüber Parkweg 4
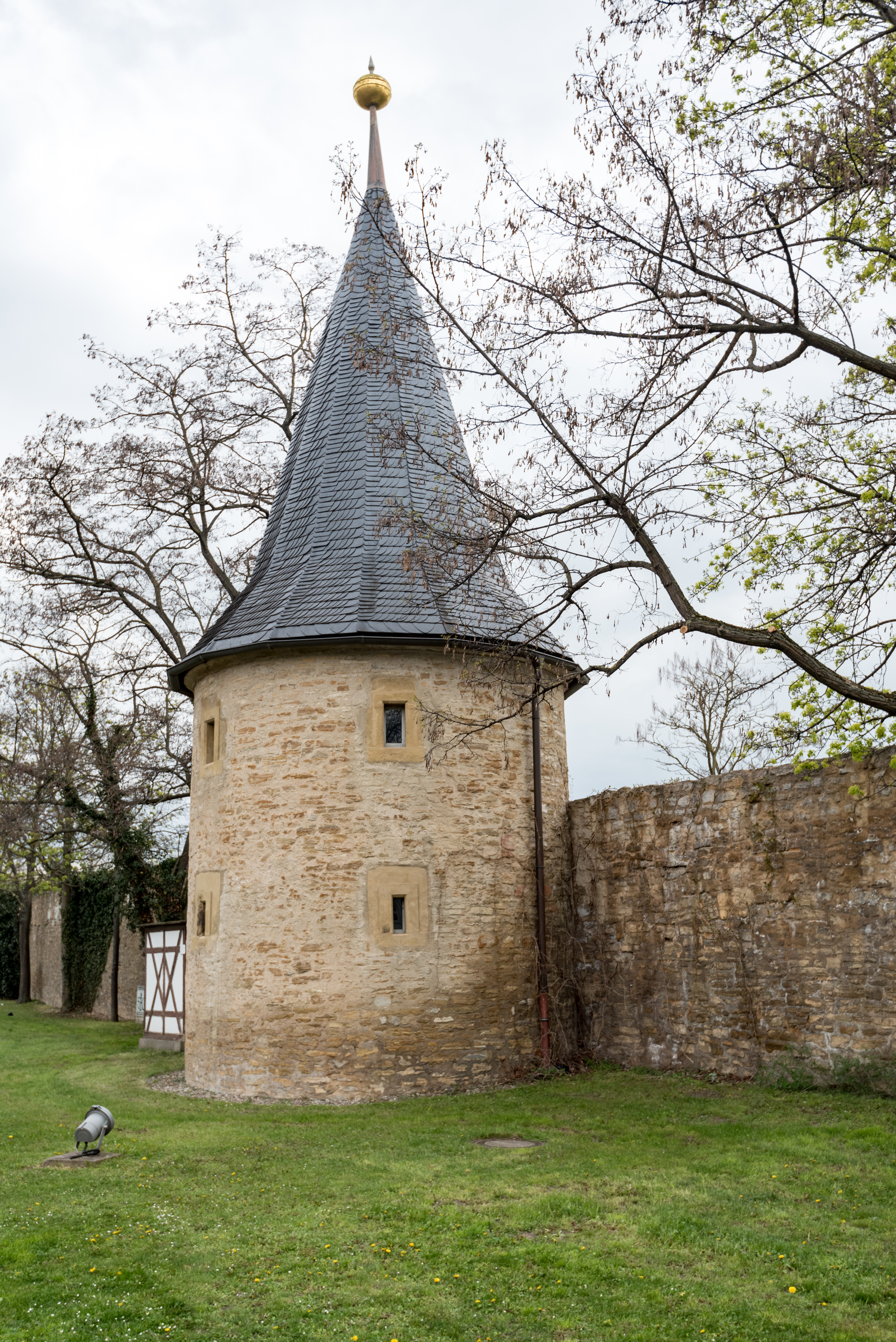
Rundturm gegenüber Karl-Marx-Straße 1
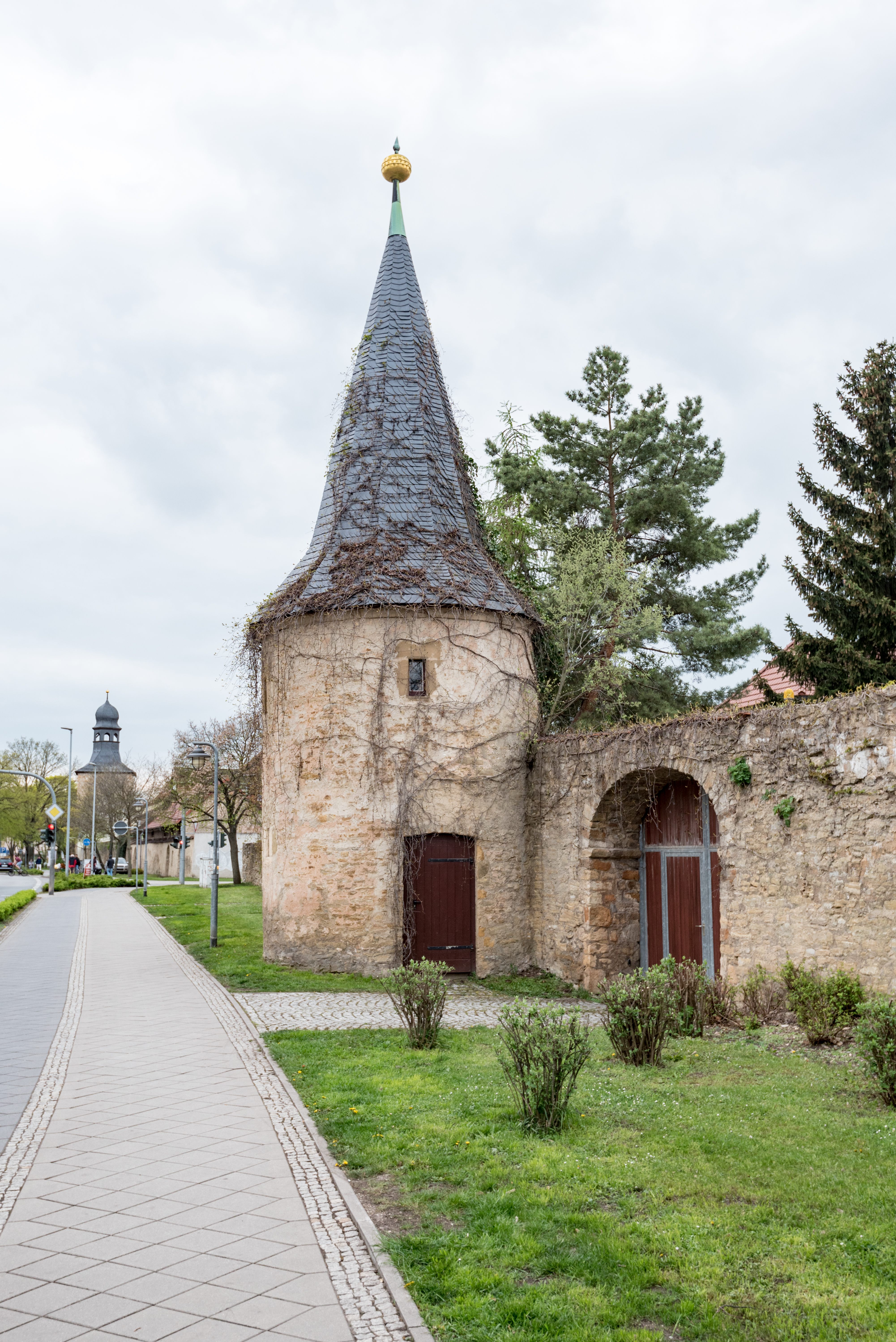
Rundturm gegenüber Stadtring 14
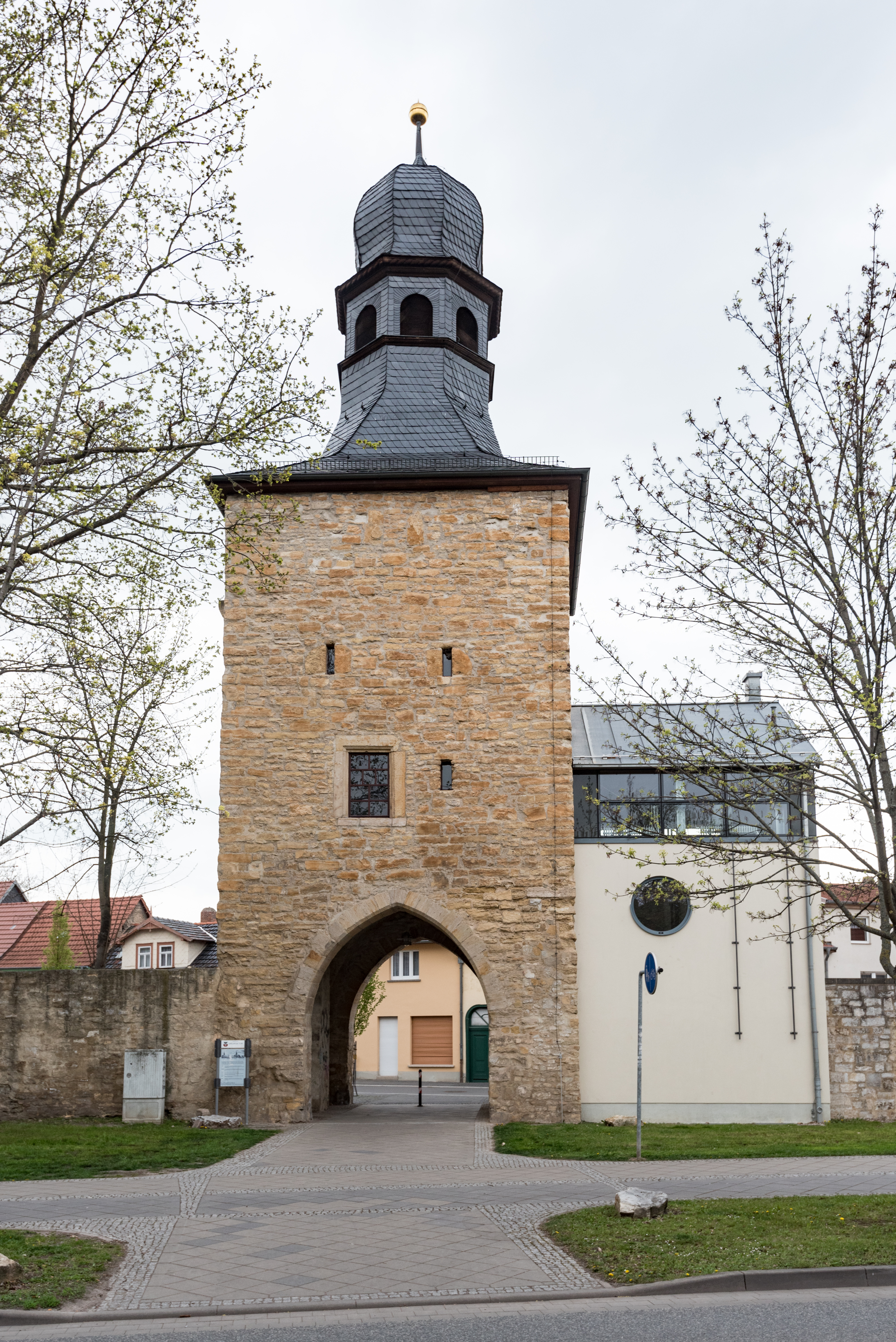
Erfurter Tor, Stadtseite
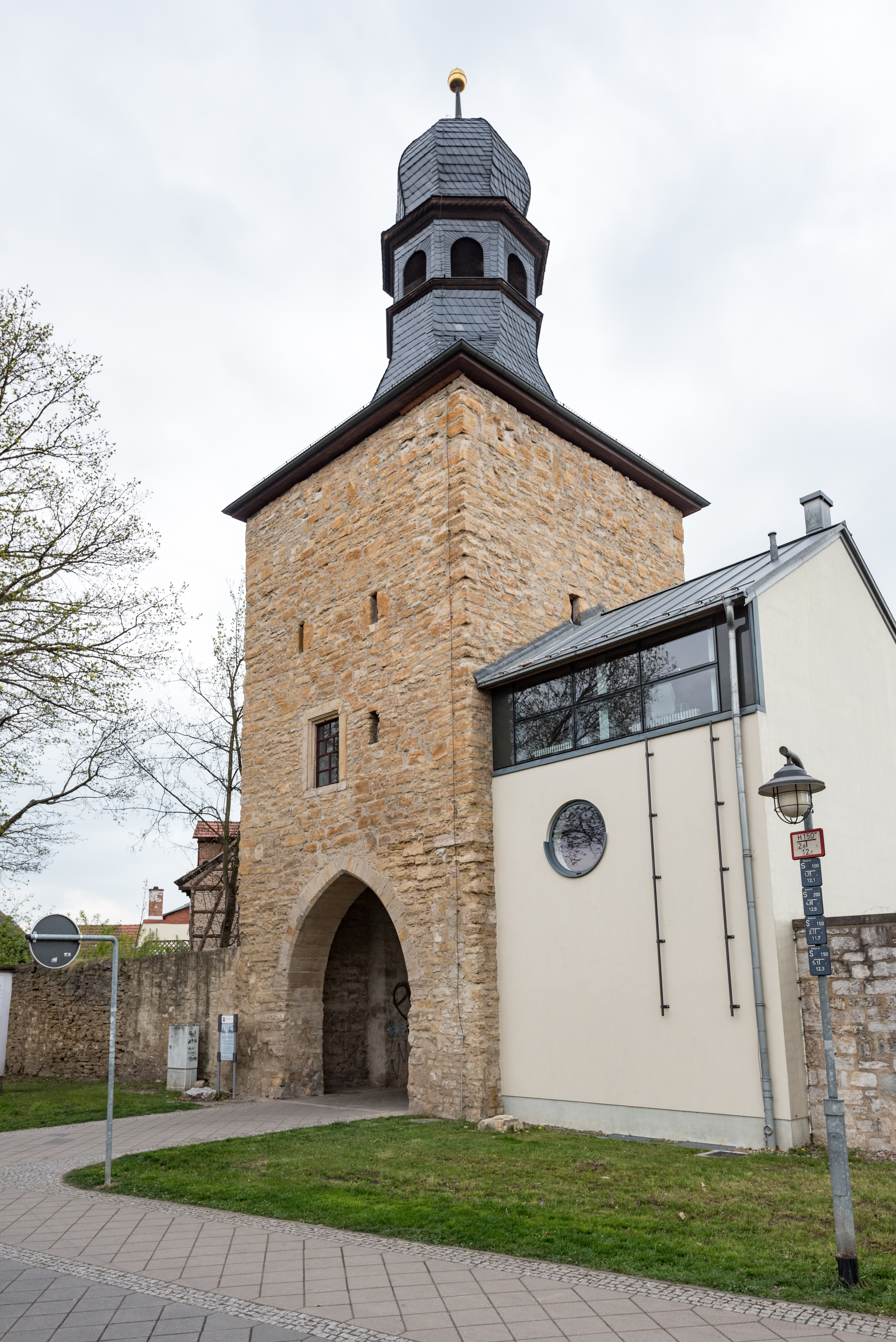
Erfurter Tor, Feldseite
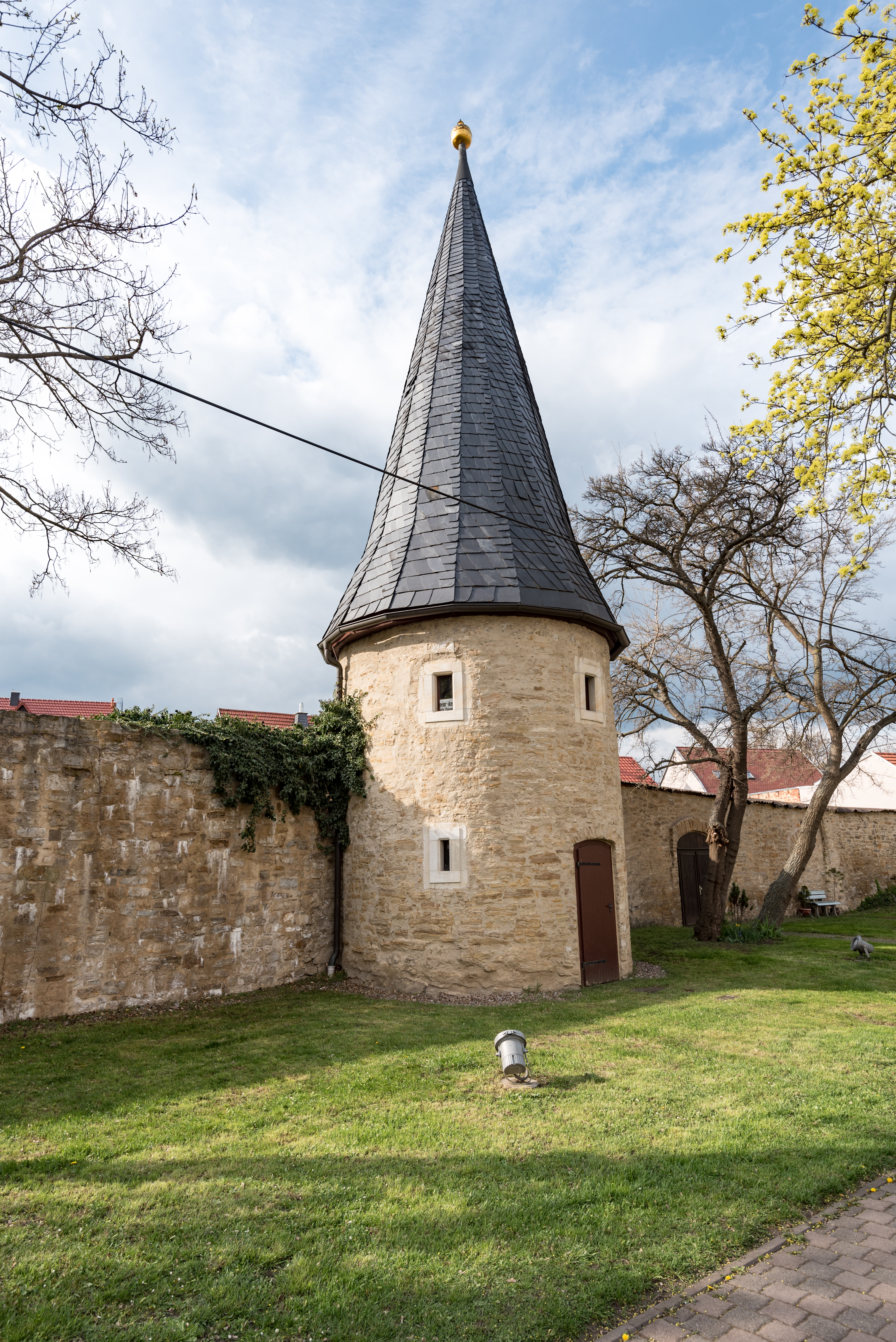
Rundturm gegenüber Stadtring 20
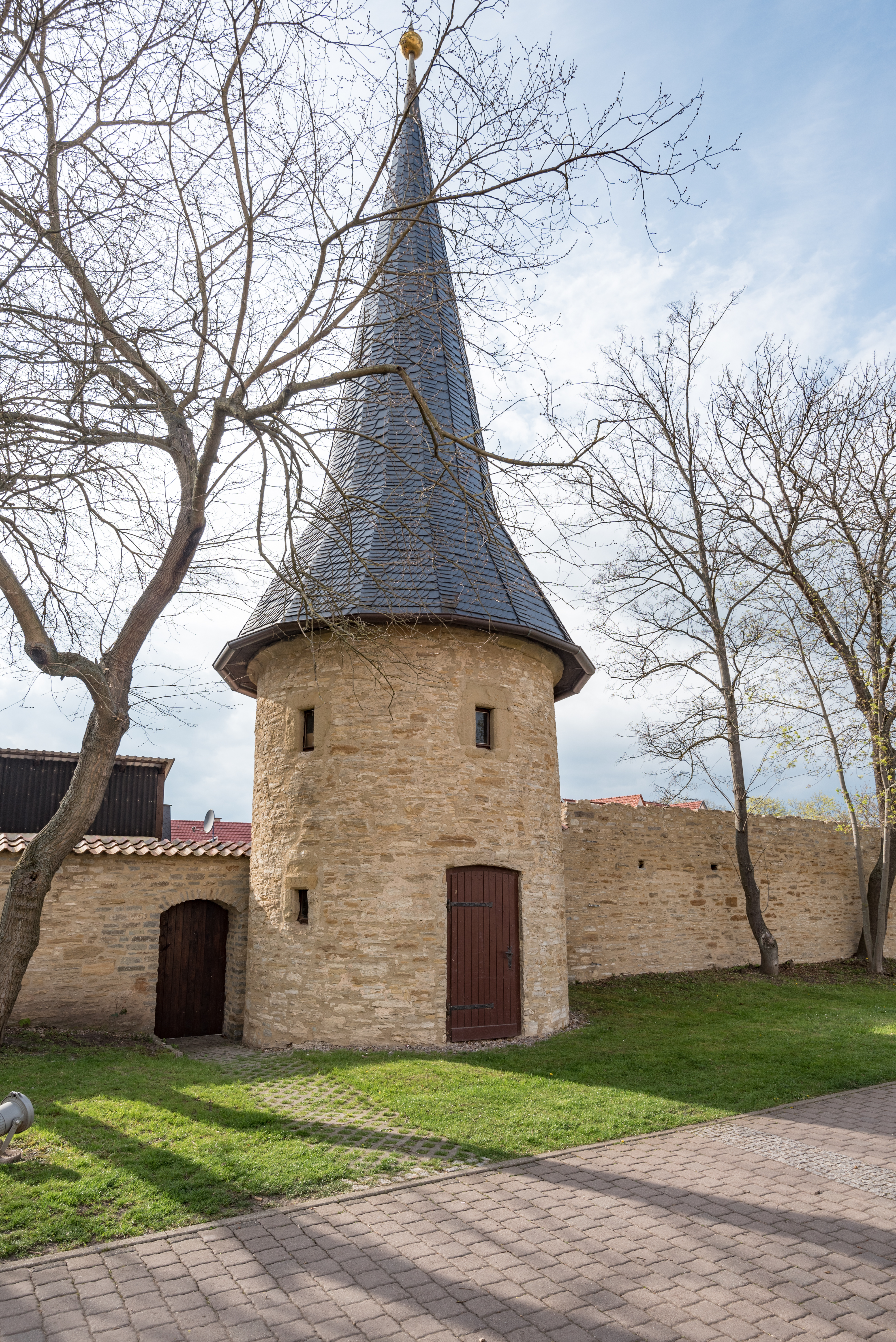
Rundturm gegenüber Stadtring 29

#### Profanbauten
| Bild                                    | Bezeichnung                                      | Lage                                         | Datierung | Beschreibung | ID |
| --------------------------------------- | ------------------------------------------------ | -------------------------------------------- | --------- | --- | -- |
| weitere Bilder Fotos hochladen          | Dreyse-Mühle                                     | Adolf-Barth-Straße 25 (Karte)                |           | Dreysemühle mit angrenzenden Gebäuden und Mühlgraben |    |
| Direkt Bild zu diesem Denkmal hochladen | Denkmal für die Befreiungskriege 1813/14         | (Auf dem Friedhof?)                          |           | |    |
| BW                                      | Wohnhaus                                         | Bahnhofstraße 2 (Karte)                      |           | |    |
| BW                                      | Wohnhaus                                         | Bahnhofstraße 7 (Karte)                      |           | |    |
| BW                                      | Wohnhaus                                         | Bahnhofstraße 21 (Karte)                     |           | |    |
| BW                                      | Wohnhaus                                         | Bahnhofstraße 24 (Karte)                     |           | |    |
| weitere Bilder Fotos hochladen          | Wohnhaus                                         | Bahnhofstraße 37 (Karte)                     |           | |    |
| BW                                      | Ehemalige Martiniziegelei, Kantine               | Erfurter Straße 43/44 (Karte)                |           | |    |
| weitere Bilder Fotos hochladen          | Wohnhaus                                         | Karl-Marx-Straße 1 (Karte)                   |           | |    |
| BW                                      | Städtischer Friedhof                             | Kölledaer Straße (Karte)                     |           | mit Friedhofskapelle und historischen Grabanlagen und -steinen |    |
| BW                                      | Christian-Gotthilf-Salzmann-Schule               | Kölledaer Straße 29 (Karte)                  |           | |    |
| weitere Bilder Fotos hochladen          | Rathaus                                          | Marktplatz 3–4 (Karte)                       |           | |    |
| weitere Bilder Fotos hochladen          | Pfarrhaus                                        | Marktplatz 5 (Karte)                         |           | der evangelischen Regionalgemeinde (ehemaliges Amtshaus) |    |
| weitere Bilder Fotos hochladen          | Hotel „Zum Schwan“                               | Marktplatz 11 (Karte)                        |           | |    |
| weitere Bilder Fotos hochladen          | Salzmann-Denkmal                                 | Marktplatz vor der Bonifatius-Kirche (Karte) |           | |    |
| weitere Bilder Fotos hochladen          | Wohnhaus                                         | Parkweg 1 (Karte)                            |           | |    |
| weitere Bilder Fotos hochladen          | Feuerwache                                       | Parkweg 4a und Brunnenstraße 7 (Karte)       |           | |    |
| BW                                      | Pfarrhof der St. Petri-Gemeinde                  | Pfarrstraße 7 (Karte)                        |           | |    |
| BW                                      | TA-Gebäude                                       | Stadtring 5 (Karte)                          |           | |    |
| BW                                      | Waidstein                                        | Stadtring (Karte)                            |           | |    |
| BW                                      | Wohnhaus (Erdgeschoss) mit Kreuzgewölbe (Abriss) | Thälmann-Straße 10 (Karte)                   |           | |    |
| BW                                      | Wohnhaus                                         | Uhlandstraße 5 (Karte)                       |           | |    |
| BW                                      | Wohnhaus                                         | Uhlandstraße 19 (Karte)                      |           | |    |
| weitere Bilder Fotos hochladen          | Wohnhaus                                         | Weißenseer Straße 3 (Karte)                  |           | |    |
| weitere Bilder Fotos hochladen          | Wohnhaus der Familie Dreyse                      | Weißenseer Straße 15 (Karte)                 |           | |    |
| weitere Bilder Fotos hochladen          | Wohnhaus                                         | Weißenseer Straße 24 (Karte)                 |           | |    |
| BW                                      | Wohnhaus                                         | Weißenseer Straße 29 (Karte)                 |           | |    |
| weitere Bilder Fotos hochladen          | Wohnhaus einschließlich Wirtschaftshof           | Weißenseer Straße 42 (Karte)                 |           | |    |
| weitere Bilder Fotos hochladen          | BWS (ehem. Robotron)                             | Weißenseer Straße 52 (Karte)                 |           | Verwaltung (Geb.-Nr. 4000), Elektrowerkstatt (Geb.-Nr. 4004), Hauptkasse (Geb.-Nr. 4100), Kulturhaus (Geb.-Nr. 4200 / später 4500), Maschinenbau (Geb.-Nr. 4216), Wasserturm (Geb.-Nr. 4308), Rechenmaschine I (Geb.-Nr. 4332), Rechenmaschine II (Geb.-Nr. 4333), Produktionsgebäude (Geb.-Nr. 4400), Schreibmaschinenneubau (Geb.-Nr. 4900). Heute Sitz des Amtsgerichts |    |
| BW                                      | Betriebsschule                                   | Weißenseer Straße 56 (Karte)                 |           | mit Tor, Torhaus und Trafostation (Geb.-Nr. 4016). Heute Gelände eines Baustoffmarktes. |    |
| Fotos hochladen                         | Stadtpark                                        | (Karte)                                      |           | mit Stadtparkbrücke und Wegestein |    |
| BW                                      | Ziegeleipark                                     | (Karte)                                      |           | mit Ziegeleiparkbrücke |    |

## Frohndorf
Ortsartikel: Frohndorf
Einzeldenkmale
| Bild                           | Bezeichnung                                                                                     | Lage                                                    | Datierung | Beschreibung                                                                                     | ID |
| ------------------------------ | ----------------------------------------------------------------------------------------------- | ------------------------------------------------------- | --------- | ------------------------------------------------------------------------------------------------ | -- |
| weitere Bilder Fotos hochladen | Kirche St. Anna mit Ausstattung, Friedhof (verwaist)                                            | Am Mühlgraben (ehemalige Straße des Aufbaus 4) (Karte)  | 1598      | historische Grabsteine befinden sich rechts und links des Eingangs und an der SW-Ecke der Kirche |    |
| Fotos hochladen                | Wohnhaus                                                                                        | Ernst-Thälmann-Straße 1 (Karte)                         |           |                                                                                                  |    |
| Fotos hochladen                | Pfarrhaus                                                                                       | Dorfplatz 14 (ehemalige Straße des Friedens 14) (Karte) |           |                                                                                                  |    |
| BW                             | Keller des ehemaligen Gutes (Gemarkung Frohndorf, Flur 3, Flurstück 60/8), hinter Schulplatz 1a | (Karte)                                                 |           |                                                                                                  |    |

## Leubingen
Ortsartikel: Leubingen
Einzeldenkmale
| Bild                           | Bezeichnung                                   | Lage                                 | Datierung | Beschreibung                                            | ID |
| ------------------------------ | --------------------------------------------- | ------------------------------------ | --------- | ------------------------------------------------------- | -- |
| weitere Bilder Fotos hochladen | Kirche mit Ausstattung                        | Straße nach Sömmerda (Karte)         |           |                                                         |    |
| Fotos hochladen                | Wohnhaus                                      | Straße nach Kölleda 1 (Karte)        |           |                                                         |    |
| Fotos hochladen                | Pfarrhaus                                     | Straße nach Kölleda 11 (Karte)       |           |                                                         |    |
| Fotos hochladen                | ehemaliges Gut inkl. Speicher, heute Bauruine | Am Leubinger Markt 1 (Karte)         |           |                                                         |    |
| BW                             | Wohnhaus                                      | Werner-Seelenbinder-Straße 1 (Karte) |           |                                                         |    |
| Fotos hochladen                | Wohnhaus                                      | Werner-Seelenbinder-Straße 4 (Karte) |           | Sitz des Heimatfreunde Leubingen e. V. und Heimatmuseum |    |

## Orlishausen
Ortsartikel: Orlishausen
Einzeldenkmale
| Bild                           | Bezeichnung                                                             | Lage                                 | Datierung | Beschreibung | ID |
| ------------------------------ | ----------------------------------------------------------------------- | ------------------------------------ | --------- | --- | -- |
| weitere Bilder Fotos hochladen | Heilandskirche mit Ausstattung                                          | Unterdorf, Untere Kirchgasse (Karte) |           | |    |
| Fotos hochladen                | Turm der ehemaligen Kirche St. Peter und Paul, die 1971 abgebrannt ist. | Oberdorf, Obere Kirchgasse (Karte)   |           | |    |
| Fotos hochladen                | Waidmühlstein                                                           | Dorfplatz „Galgenhügel“ (Karte)      |           | Anm.: Galgenhügel wird üblicherweise eine ehem. Hinrichtungsstätte außerhalb einer Ortslage genannt. Ein 228 m hoher Hügel im Südwesten der Ortslage, in etwa 3 km Entfernung, eigentlich zu weit entfernt, um als Galgenhügel gedient zu haben, wird „Galgenberg“ genannt. Einen Dorfplatz genannten Platz gibt es nach Auskunft Einheimischer nicht in Orlishausen. Der Waidmühlstein liegt unweit des Kriegerdenkmals auf der Wiese am Karlsplatz. Es gibt eine Straße „Am Waidstein“, wo allerdings kein Waidmühlstein liegt. |    |
| Fotos hochladen                | Hofanlage                                                               | Alexanderstraße 133 (Karte)          |           | |    |
| Fotos hochladen                | Altenteil                                                               | Mühlgasse 180 (Karte)                |           | |    |
| Fotos hochladen                | Gasthaus von 1869                                                       | Schloßvippacher Straße 2 (Karte)     |           | Das Anwesen ist z. T. bewohnt, die Gaststätte ist im Zustand der Renovierung (Juni 2016). Das Bild zeigt den Eingangsbereich als Teilansicht. Weitere Bilder sind in der Wikimedia-Commons-Kategorie der Kulturdenkmale in Sömmerda zu sehen. |    |

## Rohrborn
Ortsartikel: Rohrborn
Einzeldenkmale
| Bild                           | Bezeichnung                        | Lage                                                     | Datierung | Beschreibung | ID |
| ------------------------------ | ---------------------------------- | -------------------------------------------------------- | --------- | ------------ | -- |
| weitere Bilder Fotos hochladen | St.-Michael-Kirche und Ausstattung | Rohrborner Dorfstraße (südlich der Häuser 36/37) (Karte) |           |              |    |
| Fotos hochladen                | Waidstein und Waidmühlenpfeiler    | Rohrborner Dorfstraße (östlich von Haus 7) (Karte)       |           |              |    |

## Schallenburg
Ortsartikel: Schallenburg
Einzeldenkmale
| Bild                           | Bezeichnung                                                                                             | Lage                  | Datierung | Beschreibung                                                                                         | ID |
| ------------------------------ | --- | --------------------- | --------- | --- | -- |
| weitere Bilder Fotos hochladen | St.-Cyriakus-Kirche mit Ausstattung und Kirchhof mit Einfriedung einschließlich historischer Grabsteine | Dorfstraße 56 (Karte) |           | Die historischen Grabsteine sind auf dem Friedhof nicht zu finden. Sie könnten in der Kirche stehen. |    |
| Fotos hochladen                | Hofanlage                                                                                               | Dorfstraße 59 (Karte) |           | |    |
| Fotos hochladen                | Hofanlage                                                                                               | Dorfstraße 12 (Karte) |           | |    |

## Schillingstedt
Ortsartikel: Schillingstedt
Einzeldenkmale
| Bild                                    | Bezeichnung                                                                        | Lage                  | Datierung | Beschreibung | ID |
| --------------------------------------- | ---------------------------------------------------------------------------------- | --------------------- | --------- | ------------ | -- |
| weitere Bilder Fotos hochladen          | Kirche mit Ausstattung und Kirchhof mit ausgewählten Grabsteinen und Kirchhofmauer | Kirchstraße 7 (Karte) |           |              |    |
| weitere Bilder Fotos hochladen          | Bockwindmühle                                                                      | An der B 85           |           |              |    |
| Direkt Bild zu diesem Denkmal hochladen | Hofanlage                                                                          | Edelmannsgasse 16     |           |              |    |
| Direkt Bild zu diesem Denkmal hochladen | Pfarrhaus                                                                          | Kirchstraße 2         |           |              |    |

## Stödten
Ortsartikel: Stödten
Einzeldenkmale
| Bild                           | Bezeichnung                      | Lage                      | Datierung       | Beschreibung                                                | ID |
| ------------------------------ | -------------------------------- | ------------------------- | --------------- | ----------------------------------------------------------- | -- |
| weitere Bilder Fotos hochladen | Liebfrauenkirche mit Ausstattung | Friedensstraße 1 (Karte)  | 16. Jahrhundert |                                                             |    |
| BW                             | Hofanlage                        | Friedensstraße 22 (Karte) |                 | Das Anwesen wurde wegen Baufälligkeit etwa 2014 abgerissen. |    |

## Tunzenhausen
Ortsartikel: Tunzenhausen

### Denkmalensemble
Das Ensemble umfasst Kirche, Platz der März-Gefallenen 1 (ehemaliges Pfarrhaus), Hauptstraße 2 (ehemaliges Gasthaus „Weißes Ross“) und Wohnhaus Carl-Schleusing-Straße 7 (bauliche Gesamtanlage).

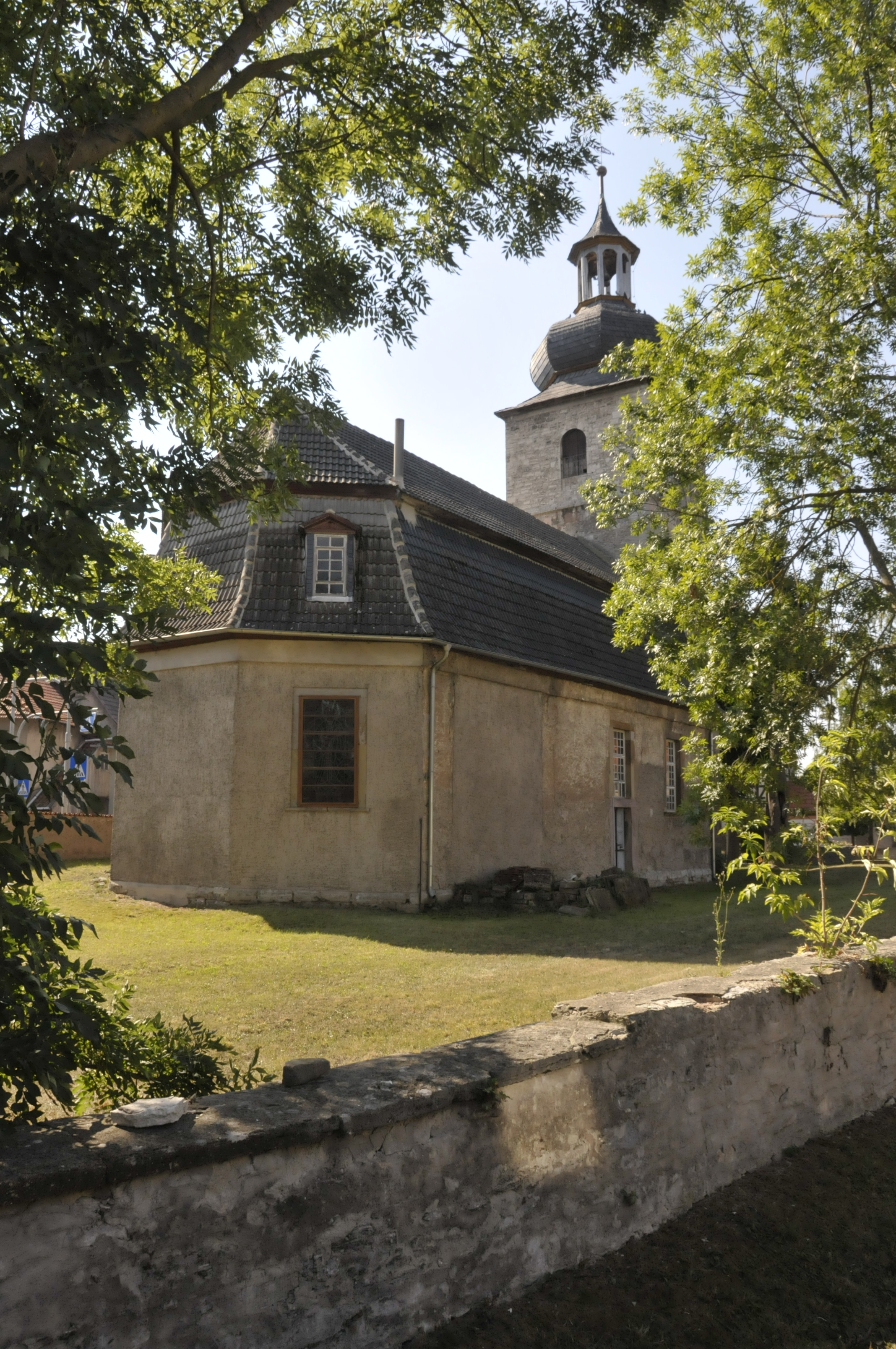
Kirche
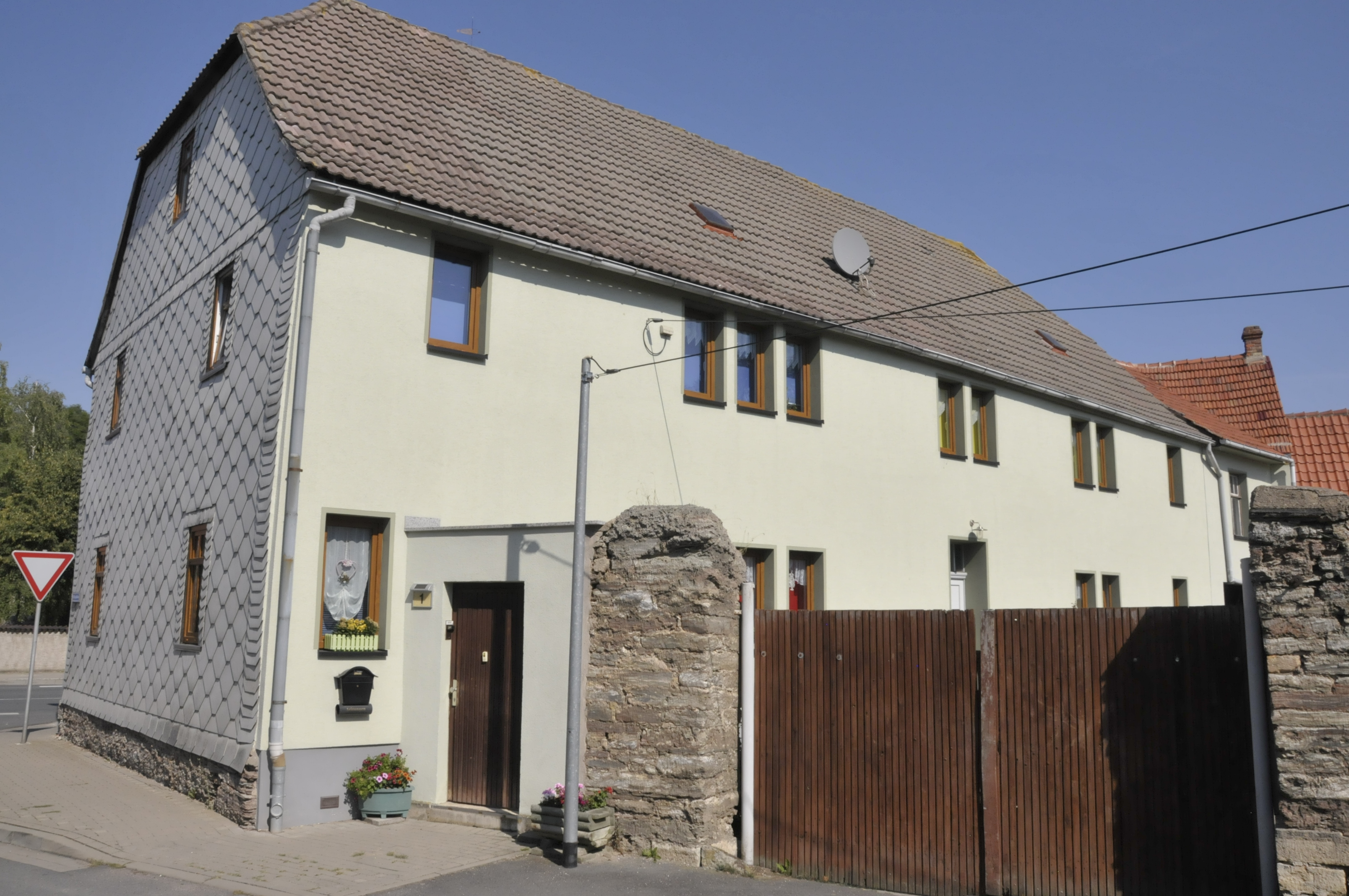
Ehemaliges Pfarrhaus
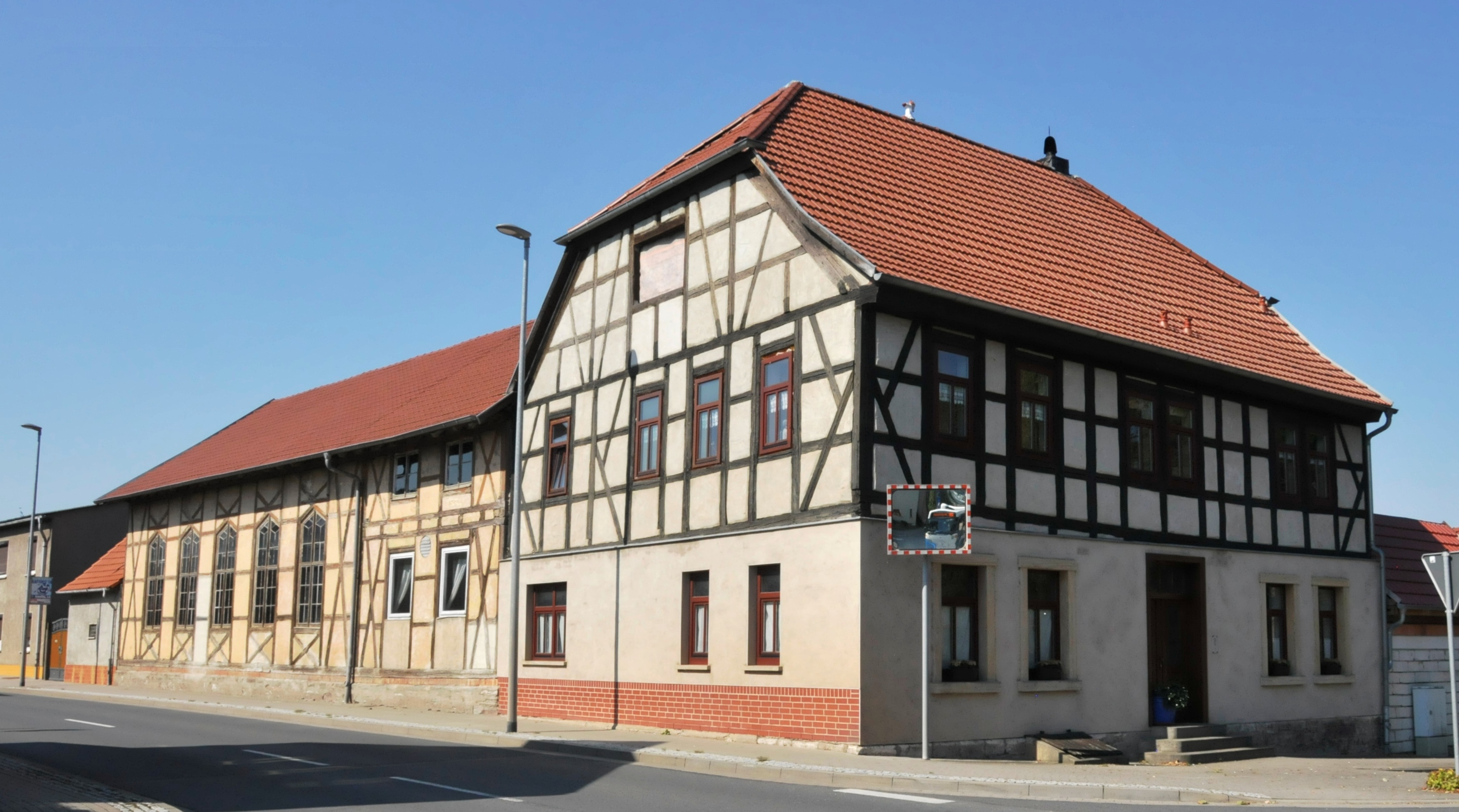
Ehemaliges Gasthaus „Weißes Ross“
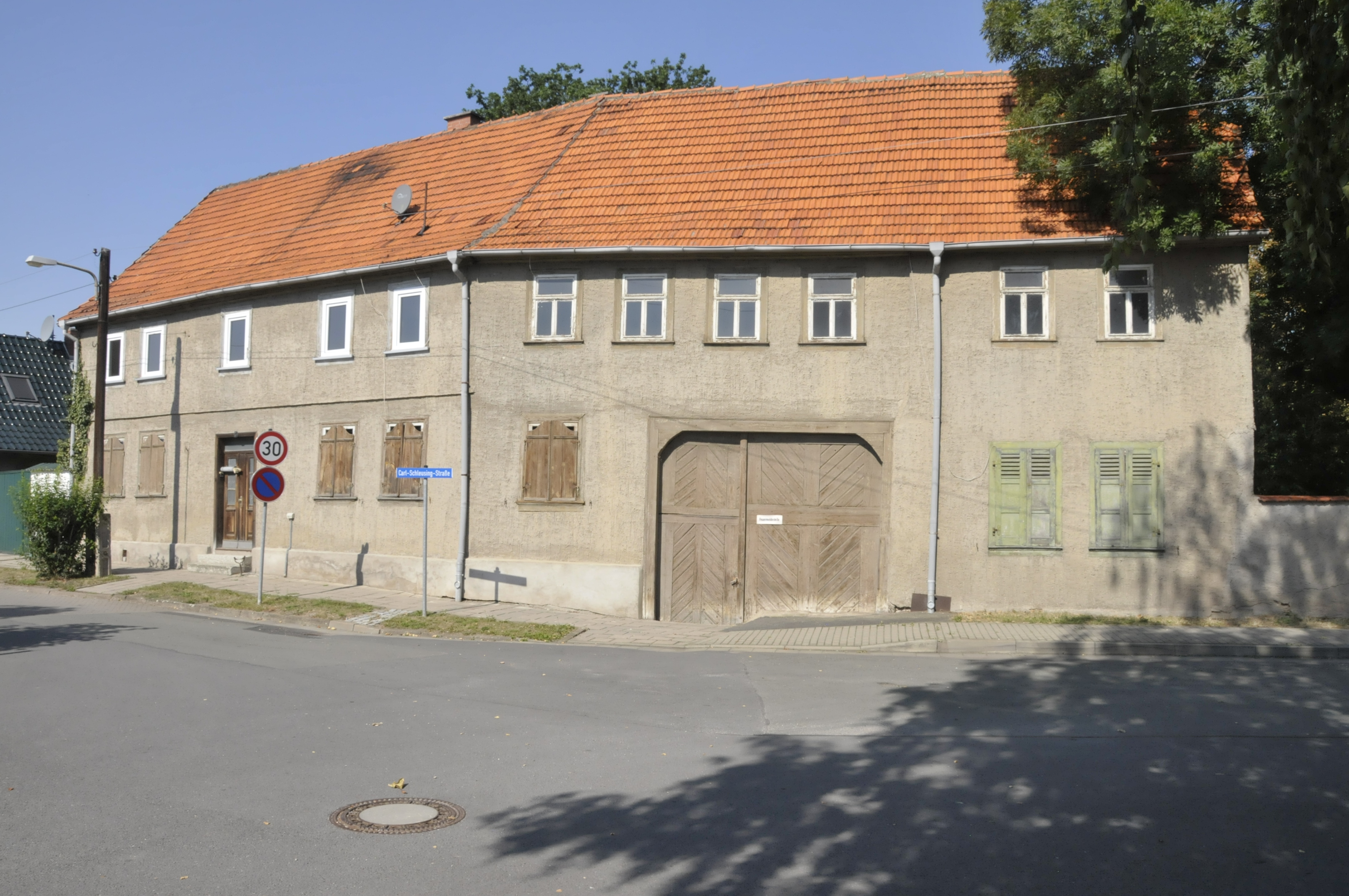
Wohnhaus Carl-Schleusing-Straße 7

### Einzeldenkmale
| Bild                           | Bezeichnung                               | Lage                                | Datierung | Beschreibung | ID |
| ------------------------------ | ----------------------------------------- | ----------------------------------- | --------- | --- | -- |
| weitere Bilder Fotos hochladen | Kirche St. Peter und Paul mit Ausstattung | Hauptstraße 2 (Karte)               |           | |    |
| Fotos hochladen                | Gedenkstein der Märzkämpfer               | B 176 (Am Denkmal 1) (Karte)        |           | |    |
| Fotos hochladen                | Gedenkstein der Märzkämpfer               | Friedhof (Karte)                    |           | Den beschriebenen Gedenkstein gibt es auf dem alten und dem neuen Friedhof nicht, nur diese Kriegsgefallenen-Gedenkstätte.                                                                                         |    |
| Fotos hochladen                | Hofanlage                                 | Hauptstraße 3 (Karte)               |           | |    |
| Fotos hochladen                | ehemaliges Pfarrhaus                      | Platz der März-Gefallenen 1 (Karte) |           | |    |
| BW                             | Kindergarten                              | Platz der März-Gefallenen 3 (Karte) |           | Anm.: Nach Aussage des Fördervereins „Altes Gutshaus“ Tunzenhausen e. V. ist die Hausnummer 3 für das jetzt denkmalgeschützte alte Gutshaus vergeben. Die Unstimmigkeit ist in Klärung begriffen (14. Sept. 2016). |    |

## Wenigensömmern
Ortsartikel: Wenigensömmern
Einzeldenkmale
| Bild                           | Bezeichnung                         | Lage                    | Datierung       | Beschreibung | ID |
| ------------------------------ | ----------------------------------- | ----------------------- | --------------- | --- | -- |
| weitere Bilder Fotos hochladen | Kirche St. Nikolaus mit Ausstattung | Vorderstraße 49 (Karte) | 18. Jahrhundert | |    |
| Fotos hochladen                | Hofanlage                           | Vorderstraße 56 (Karte) |                 | |    |
| Fotos hochladen                | Hofanlage                           | Vorderstraße 61 (Karte) |                 | Das Gebäude ist unbewohnt und ruinös. |    |
| Fotos hochladen                | Hofanlage                           | Vorderstraße 86 (Karte) |                 | Das Gebäude ist abgerissen. Letzter bekannter freiwilliger Wohnort von Anna Hohmann, die 1941 in der NS-Tötungsanstalt Bernburg ermordet wurde. Daran erinnert ein Stolperstein im Gehweg. Siehe auch: Liste der Stolpersteine in Sömmerda. |    |
| Fotos hochladen                | Waidstein am Dorfplatz              | Vorderstraße 76 (Karte) |                 | Den „Dorfplatz“ gibt es nach Aussage von Einheimischen nicht. Der Waidmühlstein liegt vor dem Hause Vorderstraße 76. |    |

## Quelle
- Landkreis Sömmerda. (Memento vom 1. Februar 2017 im Internet Archive; PDF; 160 kB) landkreis-soemmerda.de, Auszug aus dem Denkmalbuch des Landes Thüringen